# ケンガンアシュラ
『ケンガンアシュラ』は、原作：サンドロビッチ・ヤバ子、作画：だろめおんによる日本の漫画。続編である『ケンガンオメガ』についても本項で記述する。

## 概要
2012年4月18日から『裏サンデー』（小学館）で連載。2014年12月より小学館のコミックアプリ『マンガワン』でも連載開始。
第1部が2012年4月18日から2015年6月25日まで、第2部が2015年10月15日から2018年8月9日まで連載され、2019年1月17日から新章『ケンガンオメガ』が連載中。
外伝として闘技者たちの過去を描いた『ケンガンアシュラ0（ZERO）』が第2部の前に約2か月間短期連載され、2016年1月に通常版単行本とドラマCD付き特別版単行本が同時発売されている。
2019年1月時点での単行本の累計発行部数は150万部を突破している。
原作者のサンドロビッチ・ヤバ子がウェブ連載していた漫画『求道の拳』第1部の7 - 8年以上後という設定で、同じく連載中の『ダンベル何キロ持てる?』『一勝千金』とも世界観を共有しており、一部の企業や人物が登場する。
サンドロビッチ・ヤバ子はフルコンタクト空手経験者で現在もブラジリアン柔術や総合格闘技を嗜み、本作担当編集者の小林翔もフルコンタクト空手と軍用格闘術経験者で全日本選手権無差別級3位入賞の他、自衛隊やキックボクシング道場に在籍していたという経歴の持ち主であることから、本作のバトルシーンは実際にヤバ子と小林が組手を行い検証した上で描写されている。実際に組手を行う手法は後述のアニメ版でも踏襲され、小林もモーションアクターとしてアニメ制作に携わる。
2014年8月には『ストリートファイター』とのコラボレーション漫画が『週刊少年サンデー』（同社刊）本誌36・37合併号と38号において前後編で掲載され、それぞれ単行本9・10巻に収録された。
2017年12月7日にアニメ化が発表され、2019年7月31日よりNetflixにて全世界独占配信中。この他、スマホゲームとして『ケンガン ULTIMATE BATTLE』が2019年6月12日より配信されている。
2021年9月に刃牙シリーズ30周年記念企画の一環として、「『刃牙』×『ケンガンオメガ』」の読み切りが『週刊少年チャンピオン』（秋田書店）44号に掲載された。

## あらすじ

### ケンガンアシュラ
企業・商人たちが巨額の利益を賭け、雇った闘技者によって素手による格闘仕合を行い、勝った方が全てを得るという「拳願仕合」。商人たちの争いを収める手段として江戸中期に発祥したと言われるそれは、現代にまで継承されている。
そして今、己の最強を証明せんとする謎の闘技者・十鬼蛇王馬が拳願仕合の舞台に足を踏み入れようとしていた。その内に野望を秘めたる乃木グループ会長・乃木英樹と王馬が出会った時、拳願仕合に大きな渦が巻き起こる。
第1部（1 - 14巻）
乃木出版の平社員である山下一夫は、ある日突然乃木から呼び出され拳願会と拳願仕合の存在を聞かされた上、王馬の世話役に任命される。
突如として巻き込まれた非日常に右往左往する内、次期拳願会々長を決定する「拳願絶命トーナメント」が開催される運びとなり、「山下商事」の社長として拳願会員になってしまった一夫も乃木グループ正闘技者の座を下ろされた王馬と共に、トーナメントに参加することとなった。
第2部（15 - 26巻）
拳願絶命トーナメント1回戦から2日後、2回戦が始まった。トーナメントで激しく戦う闘技者たちの裏では拳願会の覇権を狙う東洋電力や、王馬に執着する桐生刹那もまた暗躍を始め、次の会長候補者を巡って企業間での対立や同盟も進んでいく。

### ケンガンオメガ
拳願絶命トーナメントの終了から2年が過ぎた。拳願仕合の存在を知った青年・成島光我は、ノーガードの殺し合いを生き抜く本物の強さを求めて山下商事を訪れる。また、時を同じくして前拳願会々長・片原滅堂の前に王馬と生き写しの青年・臥王龍鬼が現れ、闘技者になる手段として山下商事を紹介された。
一方、新会長となった乃木は拳願会の求心力低下を危惧し、最近裏格闘技界の最大勢力となった「煉獄」との吸収合併を試み、相手側の出資者である豊田出光とどちらが団体を吸収するかを賭けて半年後に代表選手各13名による対抗戦を行うことが決定し、一夫たちは候補者の選定に奔走する。その裏では「蟲」と呼ばれる謎の集団が暗躍し、拳願会・煉獄の両陣営へ魔の手を伸ばそうとしていた。

## 登場人物
声の項は特記がない限りアニメ版の担当声優。

### 主要人物
十鬼蛇 王馬（ときた おうま）
声 - 前野智昭（ドラマCD） / 鈴木達央（Webアニメ）
『ケンガンアシュラ』第1部・第2部の主人公。通称「阿修羅」。年齢不明。古代ギリシャ像のような、美の観点から見ても最高レベルの肉体を有している。
性格は傲岸不遜で自分より強い存在がいることを許せず、己の最強を信じて疑わない。人の名前をカタカナフルネームで呼ぶ癖を持つ。以前は廃墟を住まいとして野生的な生活を送っていた。そのためかやや社会常識に疎い。
生後間もなく無法地帯に捨てられ、12歳の時に二虎に拾われた。出会った場所が「十鬼蛇」と「七王馬」の境界だったことから「十鬼蛇王馬」の名を与えられる。二虎から武術を教えられて育つが、ある日二虎が敗死し、以来10年間その仇敵を倒すためだけに鍛錬を重ねていた。
二虎が命を落とす前に「憑神」での暴走を止めるため、「絶氣」で背骨の一部を歪めたことで肉体に「枷」がはめられ実力を十分発揮できずにいたが成長によって徐々に綻びが生じ、トーナメント前の桐生との邂逅で完全に「開錠」された。
使用武術は一代で途絶えたと言われていた謎の武術「二虎流」で、一部では「二虎流を継ぐ者」「虎の器」とも呼ばれる。オールラウンダー型ファイターでキックボクシング風の構えを取る。並外れた動体視力を活かす操流ノ型「柳」を得意とし、また、エンジンのような音と共に体色を赤く変化させ獣じみた状態となり、スピードを急上昇させる謎の技「憑神」（本人は「前借り」と呼んでいる）も持っている。
トーナメントでは1回戦で因幡良に、2回戦で雷庵に、3回戦でコスモに、準決勝で若槻に勝利、決勝で黒木に敗北する。その後、二虎の幻覚と最後に話を交わしてから眠りにつき、願流島のはずれで一夫に発見された。
『ケンガンオメガ』では、「前借り」の多用によって著しく衰弱していた自らの心臓の代わりに、自らの組織から器官培養されて何者かが英へ預けた心臓を移植したことで死を免れ、呉の里に身を寄せて生存を隠していた。そして2年あまりの後、一夫の前に雷庵と共に現れ、対抗戦に出場する意思を表明した。呉一族の里で暮らす間に人間的に成熟している。煉獄との対抗戦の後から光我に二虎流の技を教えており、光我に自身の二虎流を受け継いで欲しいと打診している。
モデルは『仮面ライダーカブト』の主人公・天道総司。
山下 一夫（やました かずお）
声 - チョー（ドラマCD・Webアニメ）
乃木グループ傘下の乃木出版の社員。56歳。裏表の全くない善人。うだつの上がらないサラリーマンであり、妻とは10年前から別居中、長男は引きこもりで同じ家にいながら3年もの間姿を見ておらず、次男は暴走族所属の不良。
中年男性でありながら本作の公式ヒロインとして扱われている。
ある日に王馬と駒田のストリートファイトを偶然目撃。その後、突如として乃木から直々に王馬の世話係に任命される。王馬の破天荒ぶりに振り回され、今まで培ってきた常識が全く通用しない拳願仕合に圧倒されながらも、本人の意思とは無関係に拳願仕合の世界へと急速に巻き込まれていく。
プロレスラーに憧れていたが、ひ弱なせいで格闘技の道を完全に諦めた。しかし己の夢を王馬の姿に重ね、彼の活躍を心から応援するようになっていく。
王馬の拳願絶命トーナメント出場のために、山下商事社長として拳願会の会員にさせられ、さらに多額の借金を背負う。当初は返済しようもない額の借金に心底慄いていたが、王馬への絶対的な信頼もあり、ヤケクソ気味に腹をくくる。
実は江戸時代に乃木屋の闘技者だったが断絶したとされていた山下一族の末裔。「拳眼」と謳われた先祖の優れた動体視力の一端を受け継いでいる。また人を見る目にも優れる。
トーナメント終了後、王馬の最期を看取り本土へ帰還。その後は34年間勤めた乃木出版を退職し、正式に「株式会社 山下商事」の代表取締役社長として新たなスタートを切った。
2年後には絶命トーナメントで乃木を拳願会会長にさせた実績から、拳願会でもかなり顔が知られた存在になっている。自らに接触してきた光我を山下商事の闘技者見習いとして雇用する。また滅堂の紹介でやって来た龍鬼もフリー闘技者として採用し自宅に下宿させる。
成島 光我（なるしま こうが）
『ケンガンオメガ』の主人公の一人。西日本出身の青年。20歳。
「無力だった自分への失望」と「圧倒的な暴力への憧れ」を抱え、無力感にイラついて物心ついたころにはすでにグレていた。両親はおらず、祖父によって空手道場に押し込まれ、そこで手に入れた力を思うままに奮って生きてきた。王馬と同じく「自分より強い奴がいることを許せない」と考えており、ノールールの殺し合いを生き抜く本物の強さを求めている。あちこちの道場に入門しては道場破りのような真似をして追い出されることを繰り返していた。父方のはとこおじはフルコン空手団体「六真会館」の師範・成島丈二。
身内には優しい反面、敵と認識した相手には敵意を剥き出しにするが、一夫達との出会いで性質が少しずつ変化している。軟派で喧嘩っ早いが、義理堅く面倒見の良い面もある。
『ケンガンアシュラ』の開始1年前に王馬に惨敗しており、恨みを持っている。拳願仕合で王馬が戦っていることを知り、山下商事に接触。仕合を見学し拳願仕合のレベルの高さを痛感するも、誰より強くなるという野心を捨てられず、見習い闘技者として山下家に居候しながら山下商事で働くことになる。
現役闘技者に比べれば実力で大きく劣るものの、センスに優れる。「拳眼」に匹敵する驚異的な動体視力と優れた観察力を有し、複数の格闘技を学んだ経験から技の仕組みや使用武術の流儀を見抜く力に長ける。
超日本プロレス、クレイシ道場、六真会館などで多くの者に修行をつけてもらい、大きく実力を向上させ、晴れて闘技者となる。
同居することになった龍鬼とは、因縁のある王馬と瓜二つなこと、自分より後に山下商事に入ったのに先に闘技者に抜擢されたことなどから折り合いが悪かったが、関係は次第に軟化し、友人になる。龍鬼の殺人を目撃し絶縁を宣言するも、後に殺人が過ちではないかと考え始めた彼を見て、まだ救えるのではないかと思い和解した。
対抗戦が間近に迫った夜、山下家を襲撃した夏の一派と戦い重傷を負い、対抗戦の出場を辞退する。その際、王馬から一夫を助けたことを感謝され、王馬が自身を覚えていて強くなったことを認められたことに感涙し、以降は王馬に対するわだかまりもなくなっている。その対抗戦では観客として観戦していたが、やがて拳願会の控え室から観戦する。
対抗戦後には闘技者として正式にデビューしている。2年間でさらに成長しており、拳願会と煉獄の若手トップ集団の「超新星（スーパーノヴァ）」の一角に加わっている。そして戦鬼杯に参加し、本戦へと進む。
臥王 龍鬼（がおう りゅうき）
『ケンガンオメガ』の主人公の一人。通称「龍王」。臥王鵡角の血族と思われる青年。王馬と瓜二つの顔立ちをしているが、体格はやや小柄で、年齢も20歳ほど。「蟲」のナイダンからは「オメガ」「最後の子」と呼ばれるが、自分では何のことか分かっていない。
二虎の遺言に従い殺人はしなかった王馬とは違い、かなりの数を殺しており、殺人に対する罪悪感が欠落している。「爺ちゃん」こと老いた鵡角から「蟲は悪なので、皆殺しにしなければならない」と教えられて育ち、「殺し方」として臥王流を伝授された。根本から誰も信じておらず、全てに心を閉ざしており、山下はその人格を「何もない」と評し、悪い人間ではないが良い人間でもなく、周囲の人間によってどのようにも変化しうると考えている。
拳願仕合に参加するために「中」を離れ、鵡角からの紹介で接触を図った滅堂から山下を紹介され、山下家で下宿し始める。黒狼を倒したことで正式にフリー闘技者となる。鵡角からは、拳願仕合では地伏龍以外の技は使わないように言いつけられている。
他人とのコミュニケーションが苦手で、一言多いのが欠点。失言して光我を怒らせることが多いものの、彼に臥王流の運足の練習法を教えるというお節介を焼いている。また、服装センスは壊滅的。
「蟲」と敵対しており、拳願仕合に参加したのも彼らをおびき出すためである。敵のことは同じ人間だとは思っておらず、見つければ単に目障りだからという理由で自ら率先して殺害する。
自身の殺人現場を目撃した光我と仲違いしたまま臨んだ阿古谷との仕合の中で、殺人を忌避しない自分に疑問を覚えたことで反撃を中止し、敗北する。仕合後に光我と和解し、同時に山下の意向で対抗戦代表選手に内定する。光我の努力を近くで見ていたために、「蟲」の襲撃で重傷を負った彼に対抗戦出場を辞退するよう宣告した王馬を嫌っている。
対抗戦本番では、「蟲」であるナイダンから話を聞くために第5試合に出場するが、致命傷を負わせてしまい反則負けになる。この後桐生の誘いに乗り、密かに桐生や阿古谷らと共に「蟲」を刈るようになる。また刹那から弧影流を教わった。その後、刹那の助言により相手を殺すことも厭わない闘い方を行うようになった。

### 拳願会

#### 拳願絶命トーナメント出場闘技者
初見 泉（はつみ せん）
声 - 蓮池龍三
乃木グループの代表闘技者。「初見流合気道」の使い手。通称「浮雲」。41歳。軟派で女好きな遊び人風の中年で、楓にも隙あらばちょっかいをかけている。素行に問題があり、過去の敗戦の理由は全て寝坊、バックレ、ド忘れなどである。
実力そのものは超一流で、なおかつ非常に負けず嫌い。投げや関節技を得意とする柔に特化したタイプで、本職のストライカーには劣るが打撃の技術も高い。「膝の入り抜き」を使い体軸をずらすことなく最小限の動きで攻撃をかわす技能を持ち、ギリギリの距離まで打撃を引きつけることにより、まるで攻撃がすり抜けているように錯覚させられる。短期間に仕合を繰り返すと調子が上がっていく性質があり、絶好調の時には現役トップクラスの闘技者である若槻や関林をも一蹴しているが、ムラが大きく、調子が悪いと仕合に出ても格下相手に苦戦することがある。
乃木が拳願会々長に名乗りを上げる計画も承知しており、拳願絶命トーナメント代表闘技者を選ぶにあたり乃木グループの闘技者に復帰、乃木によって王馬を差し置いて代表に指名される。
奏流院紫音の元カレでもあり、自身の浮気が原因で別れたものの未だに尻に敷かれている。若いころは海外に武者修行に出ており、その縁で滅堂から五代目「滅堂の牙」候補としてスカウトされたことがあるが、すぐに飽きてしまい誘いを断っている。乃木グループの闘技者になったのは若くて美人の秘書（=楓）がいると聞いたため。飄々とした性格が二虎を連想させるため、王馬からは若干の苦手意識を持たれている。
トーナメント1回戦では千葉に勝利、2回戦では坂東に勝利、3回戦ではアギトに敗北する。
トーナメントの約1年後に中国に渡り、以降は消息不明。
『求道の拳』の登場人物である初見良三とは遠い親戚関係にある。
理人（りひと）
声 - 金子隼人
SH（すごく冷えてる）冷凍の社長兼代表闘技者。元・義武不動産闘技者。通称「超人」。26歳。十鬼蛇王馬の拳願仕合デビュー戦の対戦相手。
本名は「中田一郎（なかた いちろう）」。生まれながらに桁外れの「ピンチ力（握力の一種で、指先のつまむ力）」を持つことから「超人」を自称し、「ヒーローは本名を名乗らない」という理由で「理人（人間の理を超えた者）」を名乗っている。
王馬より1回り大きな体格で、獰猛な獣を思わせる容姿と性格。特に流儀はなく、天性の格闘センスと身体能力で戦うストライカー。キャリアはまだ浅いが、その型にはまらない戦闘スタイルから期待のホープとして名を馳せている。ピンチ力を活かした必殺技「レイザーズ・エッジ」を持つ。
王馬との戦いで初の黒星を喫した後、闘技者をクビになる。その後乃木の口車に乗せられ、乃木から譲り受けた会社の社長に就任すると同時に、拳願会史上初の社長兼任闘技者として返り咲き、拳願絶命トーナメントに出場する。
王馬に対してはリベンジを誓う間柄だが普段は仲良く絡んでいる。大久保、金田、氷室と行動を共にしており、特に大久保と気が合う模様。我が強い闘技者たちとまとめて仲良くするなど、社交的で妙なカリスマ性がある。沢田とは高校の同級生。
トーナメント1回戦で黒木に敗北する。試合後、自分の実力の低さを痛感して黒木に弟子入りを志願する。弟子入りは拒まれたもののより多くの戦いを見るよう助言を受け、怪腕流の型を見取り稽古するなどして実力を高めようとするようになる。トーナメント終了後も黒木の下へ押しかけて修行に励んでいる。
『ケンガンオメガ』までの2年間で、黒木の修行で伝授された怪腕流の基礎と我流の技術をハイブリッドさせた戦法を編み出す。対抗戦の代表選手として出場要請を受けた黒木の代理としてアメリカから帰国し、茂吉との仕合に勝利した事で対抗戦代表選手に内定する。対抗戦第2試合で隼に敗北する。
2年後の戦鬼杯では準決勝での闘いの最中に、元々の戦闘スタイルだった型に嵌まらない野生剥き出しの動きに、黒木の元で学んだ技巧が合わさった新たな戦闘スタイルを生み出す。また打撃技だけでなく、寝技や締め技なども使うようになっていった。決勝戦では光我に勝利し優勝を勝ち取った。
千葉 貴之（ちば たかゆき）
声 - 星野貴紀
義武不動産代表闘技者。通称「顔のない男（グレートアクター）」。37歳。
全くの他人に成りきり犯罪に手を染める裏専門の「役者」の中でも荒事専門の武闘派。一度見た人間の動きを100%トレースできる能力を持ち、表の世界で有名なガオランや大久保、その他大勢の（故人も含む）格闘家の動きをトレースしてみせた。巧妙な嘘とハッタリで相手を「躊躇」させる話術も得意とする。また、過去には棋士に「成った」こともあるらしく、将棋の腕は金田以上かもしれないという。
拳願絶命トーナメント1回戦で初見に敗北する。
モデルは千葉真一と真田広之。
関林 ジュン（せきばやし ジュン）
声 - 稲田徹（ドラマCD・Webアニメ） / 山根雅史（『ダンベル何キロ持てる?』）
ガンダイの代表闘技者。デスマッチから本格プロレスまで何でもこなす、超日本プロレスの不動のエースであり、表格闘技界のビッグネーム。「ジュン」はリングネームで、本名は「関林純平」。通称は表でのキャッチコピーでもある「獄天使」。38歳。プロレス以外の全ての格闘技を下に見ており、他の闘技者を「一般人」と称してはばからない。
拳願仕合に参加する闘技者でも五指に入る実力者であり、超人的なタフネスとパワーを誇る。いかにも悪役プロレスラーといった恐ろしげな風貌をしているが、社交的で、ファンの期待を裏切れない男。素の状態では物腰の柔らかい常識人。
物心付いたころから祖母と2人暮らしで両親の顔を知らず、中学時代はかなり荒れた生活を送っていた。超日本プロレスに入門したことでそんな自分を変えられたことから、プロレスと、当時の超日本プロレス社長・馬場道山への敬愛は強い。
「格闘技者には痛みから逃れる『権利』があるが、プロレスラーには攻撃を受けきる『義務』があるのみ」という持論から、相手の攻撃を一切ガードしない主義。しかし、それを補って余りある耐久力と体力を持つ。また怪力の持ち主でもある。得意技はアルゼンチン・バックブリーカーで、他にも裏投げや逆水平チョップなど、豪快で渋いプロレス技を使用する。「3次元の戦い」にも慣れており、壁を利用するダイビング技のような立体的な技も使いこなす。
プロレスラーらしくマイクパフォーマンスも得意で、仕合中にも巧みな話術を使う。また闘技者である以前にエンターテイナーであると自負しており、様々な手段で観客を楽しませる。
王馬に対する乃木からの最終試練として対戦し、敗北する。トーナメント1回戦で鬼王山に勝利、2回戦はリザーブ枠の制度を利用して、マーヴェラス・セキと選手交代した。
『ケンガンオメガ』では、金田に連れられて超日に来た光我を指導した。
モデルは関本大介・岡林裕二・"黒天使"沼澤邪鬼・葛西純の4名。
マーヴェラス・セキ
関林が扮する、彼が「魔界から召還した」極悪非道のデスマッチレスラー。通称「地獄天」。道化師のような白塗りの顔と、両頬に書かれた「獄天」の文字が特徴。関林とはファイトスタイルも異なり、「プロレスってのはバレなきゃ何してもいい」と嘯き鼓膜の破壊などの過激でインパクトの強い技を使い、「怖いプロレス」と称する。
活動期間は1年で、次々に過激なデスマッチを実行し、超日リングを恐怖のどん底に叩き落とし、2年前に行われた蔵地との「蛍光灯1万本デスマッチ」を最後に「魔界へ帰還」したが、拳願絶命トーナメント2回戦にてリザーブ枠を行使し、関林に代わって仕合に出場し、ムテバと戦い敗北する。
桐生 刹那（きりゅう せつな）
声 - 浪川大輔
皇桜学園グループの代表闘技者。通称「美獣」。26歳。古流武術「狐影流」の使い手である美青年。皇桜学園グループの闘技者採用バトルロイヤルに突如として紛れ込み、試験官を務める学園最強の闘技者・小津俊夫に圧勝し、皇桜学園グループ代表闘技者として採用される。
両親からの愛を受けず育った結果、自分が「必要ではない人間」だと思うようになる。11歳で引き渡された「中」の臓器密売組織が王馬に壊滅させられたことで、王馬を「罪深き者を罰する存在」として神聖視し、彼の手にかかって殺されることこそが罪人である自分にとっての「救い」だと夢見るようになる。
組織の壊滅後は王馬を追うが、二虎に師事する彼が以前とは全く異なる表情をしているのを見て、二虎が王馬を堕落させたとして激しい憎悪を抱くようになる。この時出会った「本物の二虎」から二虎流を伝授され、また彼に紹介された平良から孤影流を学ぶ。その後平良を殺害する。
わずかな時間で「瞬」のからくりを見抜き、普通は8年かかるはずの羅刹掌をわずか1年で習得するなど、格闘センスに関しては師匠を上回る。
王馬の前に10年ぶりに現れ、二虎がはめていた「枷」を完全に「開錠」する。その時に王馬の完成された肉体と鬼気迫る闘争心に触れてからは彼に対しそれまで以上に病的な執着を抱き、変態じみた奇矯な言動を見せるようになっていった。
トーナメント1回戦では二階堂蓮に勝利、2回戦で黒木に敗北する。
3回戦開始後、完全に正気を失い、二虎と誤認した相手を無差別に殺し始める。王馬の「神」を目覚めさせようと王馬と戦い戦闘不能となるが、「本物の二虎」に人生を狂わされた被害者でもあったということから見逃された。
『ケンガンオメガ』では髪を切っており、対抗戦でナイダンを殺して意気消沈している龍鬼に接触する。対抗戦後は、龍鬼と阿古屋の3人で「蟲」のメンバーを殺して回っている。また精神的に不安定になっていた龍鬼を支えながら彼に狐影流の技を教えている。
加納 アギト（かのう アギト）
声 - 大塚明夫
大日本銀行の代表闘技者。「拳願仕合の帝王」の名をほしいままにする、拳願仕合史上最強の闘技者。五代目「滅堂の牙」にして、滅堂の最高戦力である「三羽烏」の一角。戦績は前人未到の157戦無敗であり、戦った闘技者のほとんどが再起不能にされている。年齢不明。
桐生を鍛えた「もう1人の十鬼蛇二虎」の第一世代の弟子として二虎流と無形を学び、人間を対象とした「蠱毒」を生き残って23年前に滅堂と恵利央に救助される。過酷過ぎる環境を勝ち抜いた代償で精神を「狂獣」に支配されており、滅堂から受けた教育により普段は「獣」を別人格として切り離しているが、時折抑圧された本能が歪んだ形で発露されて「貌」と呼ばれる不気味な表情を浮かべることがあり、その時は一人称も「私」から「俺」に変わる。
人間離れした圧倒的武力を持ち、自身の実力に絶対の自信を持っている。戦闘スタイルは「無形」で、無数の選択肢によりあらゆる状況に対応できる柔軟性が持ち味。また、仕合ではまず不利と知りつつも「横綱相撲」で相手の土俵に付き合って実力を見極め、その後で相手の攻略法を短時間で開発し、自分が持ち合わせていない技術をすぐさま吸収してさらなる高みに登っていく。その一方で圧倒的な力を持つが故に追い詰められた際の精神的な脆さも抱えている。
トーナメント1回戦で大久保に、2回戦でガオランに、3回戦で初見に勝利、準決勝で黒木に敗北する。
準決勝後、「滅堂の牙」を辞し、見聞を広めるために鷹山からバイクを借りて旅に出る。
『ケンガンオメガ』では自分から冗談を言って笑うなど、性格はかなり変わっている。滅堂を裏切った弓ヶ浜への制裁のため対抗戦に出場することを決断する。
対抗戦本番では第6試合に出場し、自身と同じく「蠱毒」を生き残った同門である呂に勝利する。
坂東 洋平（ばんどう ようへい）
声 - 楠見尚己
十王通信の代表闘技者で、「素手による大量殺人犯」の一人。通称「血染めの象牙」。51歳。神奈川県出身。
脳神経医学を研究する元・帝都大学医学生であり、「蟲」からの資金提供を受けて30年前当時では最先端の技術を用いた「精神転送」の研究を行っていた。学生ながら当時の脳研究の第一人者と言われていたが、3年次に大量殺人事件を起こす。エリート医学生の突然の凶行として、当時のマスコミを大きく賑わせた。
学生時代は細身であったが、現在は筋骨隆々とした体格。恵まれた体躯からの怪力と、ためらいのない殺意が武器。格闘技経験こそないものの、暴力団員や警察官と素手で交戦した経験があるためか長年服役していたにもかかわらず非常に戦い慣れている。
技術面では格闘家に劣るため基本的な戦術は一撃必殺、もしくはスタミナを活かした持久戦。各関節の可動域が140度と異常に広い「超軟体体質」とでも呼ぶべき特異体質の持ち主で、関節技を無効化する。この体質を利用し、関節を強引に外してリーチを伸ばした腕を鞭のように振るい、間合いの外から相手を攻撃することも可能。判決後は25年間、法務大臣が替わるたびにのべ45回にわたって死刑を執行されているが、その特異体質により毎度生き延びている。
快楽殺人者ではないと自称しているが、拳願絶命トーナメント出場によって得られる「人を壊す権利」に興味を示し、未だ道半ばな「研究」のために権利獲得に挑戦することを決め、同じく殺人者の永島銀司を一撃で殺害しトーナメント出場権を勝ち取る。だがトーナメントへの出場許可が下されたのは、絞首刑で殺せない自身を秘密裏に抹殺するのが目的であった。
トーナメント1回戦で英に勝利、2回戦で初見に敗北する。
キャラクターのモチーフはハンニバル・レクター。
ハサド
声 - 櫻井孝宏
ベルシイ石油代表闘技者。通称「アラブの旋風」。27歳。国土の4割を砂漠に包まれた中東の小国の第1王位継承者で、物事を大局的に見て列強に渡り合うために必要な「知識」を自国に持ち帰るため弟に国を任せて単身旅に出たという過去を持つ。タイ政財界の重鎮であるラルマー13世とは友人同士。
文献をもとに独学で首里手を習得している。ムチミを活かした目にも止まらぬ神速の突きを武器とし、過去に仕合開始わずか2秒で決着と言う拳願仕合最短決着記録を打ち立てた（後に、その記録は御雷によって塗り替えられる）。また、祖国に伝わる「砂漠掌」という武術も使える模様。
拳願絶命トーナメントの予選バトルロイヤルで初登場。他の闘技者を瞬く間になぎ倒していき、力の底を見せることなく予選を通過するも、「闘技者は商人の駒である」と豪語する片原に食って掛かったせいで護衛者の淀江に排除され、船外に蹴り出されてしまい失格となった。この展開が読者に与えたインパクトは大きく「強そうなキャラが一瞬でザコになる」という現象を意味する「ハサどる」という単語が生まれたそうである。
その後、蕪木の潜水艦に拾われて数日彼と行動を共にし、その間に乃木に雇われ速水の護衛に就かされる。東電によるクーデターの際には彼に同行し、かつて自身を敗北させた淀江を含む護衛者3人を瞬殺するも、計画が頓挫する間際に本来の務めを果たし速水を捕縛した。
呉 雷庵（くれ らいあん）
声 - 松岡禎丞
アンダーマウント社の代表闘技者。暗殺集団「呉一族」最凶の男。通称「魔人」。21歳。容姿は若かりし日の恵利央に酷似している。対象を「蹂躙」することを至上とする極めて好戦的な性格であり、あくまでも依頼を受けた標的のみを確実に殺害する呉一族の中で、ただ独り欲望のままに殺戮を行う異端者である。
呉一族が代々伝えてきた武術を使い、古流柔術などの動きにも対応できる。ただ、自らの優れた身体能力のみで蹂躙することを好み、自分の血を使った目つぶしなどの喧嘩じみた技も使用する。呉一族独自の肉体改造法によって先天的に高い耐久力を誇り、比較的細身の体型ながら非常にタフ。その上「外し」により潜在能力を100%解放することができ、解放後は自分より大柄な相手を片手で放り投げるほどの怪力を獲得する。これらの理由から、Aブロック随一の実力者と見られていた。加納が語った「若槻より格上」の1人。
トーナメント1回戦では茂吉に勝利、2回戦では王馬に敗北する。
トーナメント後は消息不明で、2年が経った『ケンガンオメガ』でも妹と連絡を取っていなかったとされていたが、実際は呉の里の恵利央邸に居着いており、「蟲」に追い詰められていた一夫の前に2年前に死亡したはずの王馬と共に現れる。習得していた一族の技を使いこなしており、1年前から繰り返している完治した王馬との組手でも勝率では上回る。その後、煉獄との対抗戦の第7試合に出場しアラン・呉と戦い、彼を殺害したことで反則負けとなる。
モデルはハイアン・グレイシー。
御雷 零（みかづち れい）
声 - 小野大輔
ゴールドプレジャーグループの代表闘技者。通称「雷神」。26歳。前闘技者を難なく倒し、正闘技者の座を獲得した。
暗殺拳「雷心流」の当主。本来、雷心流は政争の類に一切関わらないことを代々鉄の掟として守っていたが、かつて倉吉理乃の暗殺依頼を受けた際、彼女に一目惚れして依頼を放棄。彼女のために掟を破って闘技者となり、「暗殺拳としての雷心流」を終わらせ拳願会の頂点に立ち、不殺の境地に至った新たな雷心流を作るために拳願絶命トーナメントに参戦する。かつては殺し屋であった事から殺す事に何の躊躇いも無い性格であったが、理乃との交流を経て人間味が増したと言われるようになった。
戦法はスピード重視。「雷神が宿る」という雷心流の自己暗示によるリミッターの解放と、荒業で身につけた走ることに特化した足を使うことで、0からトップスピードまで一瞬で加速し、短距離走でならば呉一族をも上回る速度を発揮する。高速で動き続けることで相手を翻弄し、手数の多さを活かして堅実かつ的確に急所攻撃を繰り出し相手を仕留めることを得意とする。反面、常人離れした耐久性の持ち主には素手による「殺す技術」が通じにくいため苦手としている。
トーナメント1回戦では根津に、2回戦ではサーパインに勝利、3回戦では黒木に敗北する。
トーナメント後も闘技者としての籍は残っており、氷室が煉獄との対抗戦に出場させようとしたものの、零を二度と政争の道具として利用したくないという理乃の意向で対抗戦への参加は見送られた。2年数か月後の「中」への潜入に同行した際に理乃との関係は終わっていることが明かされた。
名前の由来は建御雷神。
ムテバ・ギゼンガ
声 - 楠大典
岩見重工の代表闘技者。傭兵。全身余すところなく刺青を入れた、いかにも恐ろしげな容貌の巨漢の黒人。通称「虐殺者（ジェノサイダー）」。43歳。
シエラレオネで起こった反乱軍のクーデターの鎮圧のため政府から雇われた際、完全武装した反乱軍を単身・素手で一発の銃弾にも当たることなく皆殺しにした逸話を持つ。
非合理を嫌う性格で、傭兵らしい慎重かつクレーバーな戦闘スタイルが特徴。急所や負傷箇所への攻撃をためらわずに行い、心理戦も巧み。「生き残ること」が傭兵の本懐だとし、リスクを避け、最も生き残る確率が高い方法を選択する。
過去の戦いの中で負った傷により全盲である。だが、視力以外の感覚、特に嗅覚と聴覚が非常に発達しており、晴眼者を遥かに凌ぐ情報を得る事ができる。また、失明時の反省から、五感の一部を戦闘中に失うことがあってもそれ以外の感覚で戦闘を継続できるように訓練を積んでいる。なお、1回戦以降、岩美重工が開発した義眼の被験者第1号として仕合中に性能のモニタリングを行っている。
サップ風のコーディネートを好む伊達男でもあり、服のことになると話が止まらなくなる。また絶倫のようで、トーナメント開催地に向かう拳願号の船室内では、とまりにあてがわれた女たちと行為に及んでいた。
とまりの「命の価値は不平等」と言う考えに同意し拳願仕合に参戦。トーナメントを「戦い」ではなく「一方的な人間狩り（マンハント）」と称し、「狩りこそが我が人生」と嘯く一方で「快楽殺人鬼ではない」とも語っており、殺人をためらうことはないが無用な殺しは嫌う傾向にある。
トーナメント1回戦で目黒に、2回戦でマーヴェラス・セキに勝利、3回戦では若槻に敗北する。
『ケンガンオメガ』ではとまりから対抗戦への出場を要請され、代理としてユリウスを岩美重工の闘技者として出場させた。
金田 末吉（かねだ すえきち）
声 - 遊佐浩二
大屋健が将棋センターで意気投合して連れてきた、和服で細目の男。通称「大物喰い（ジャイアントキラー）」。27歳。かなりの腕を持つ将棋指しであり、トーナメント開催前のパーティー会場で賭け将棋を行い、挑戦者をことごとく破っている。父親はすでに死亡しており、兄が1人、姉が3人いる。
生まれついての虚弱体質で、物心つく前から何度か死にかけてきた。幼少期から父の友人の下で「紅人流」という剣術を学んでいたにもかかわらず高校時代は筋力・持久力共に女子生徒にさえ劣っており、現在でも「格闘技経験があるのかも疑わしい」と評される程度の動きしかできない。しかし、強さへの飽くなき渇望から習得した「先読み」という技術を使うことができる。
「弱者」として強者に挑戦するべく、闘技者になってトーナメントに参加するため大屋に接触し、彼が抱える闘技者である氷室に勝負を挑み勝利する。それにより氷室に代わって義伊國屋代表闘技者となる。
大久保、理人、氷室と一緒にいることが多く、串田には4人まとめて「4バカ」と呼ばれる。
トーナメント1回戦でガオランに敗北する。
氷室 涼（ひむろ りょう）
声 - 水中雅章
義伊國屋の代表闘技者。通称「氷帝」。25歳。普段は義伊國屋グループ出資のバー「大宇宙」でバーテンダーをしている、褐色の美青年。喫煙者。4勝無敗の少ないキャリアながら、すでに強豪闘技者と並び称されるに至り、義伊國屋歴代闘技者最強と見込まれる程の実力者。王馬とは同郷にあたる「狼弎」の出身で、およそ15歳の時に非合法に戸籍を用意して「中」から出る。
截拳道の達人であり、直突きを基点とした高速のコンビネーションを最大の武器とする。非常に治安の悪い地域で生まれ育ったこともあって武器の扱いも一通りこなす。
拳願絶命トーナメント直前、拳願号の船中で金田に出場権を賭けた勝負を挑まれ敗北し、闘技者の座を奪われる。しかし、その後は特に遺恨もなく金田と共に交遊するなど良好な関係を築いており、弱者でありながら高みを目指し挑み続ける姿勢を高く評価している。また女性にモテるらしく、女の子の連絡先を入手しては理人や大久保にいじられている。チャラ男だが自覚はなく、二階堂や桐生に同族嫌悪のような反応を示しては周囲を呆れさせている。
『ケンガンオメガ』でも闘技者として活躍中。山下の依頼で龍鬼を闘技者にするための指導係を任されるが、心を閉ざしている彼の扱いには手を焼いている。その一方で初対面で殴ったことから光我からは恨まれている。
今井 コスモ（いまい コスモ）
声 - 花江夏樹（ドラマCD） / 榎木淳弥（Webアニメ）
西品治警備保障の代表闘技者。大学生。通称「絞殺王（キング・オブ・ストラングラー）」。19歳。史上最年少の14歳で闘技者となって5年間無敗を貫いており、周囲からは天才と呼ばれる。
かつては誰彼構わず喧嘩を売るほどの不良で、喧嘩を吹っ掛けたヤクザに殺されかけた所を総合格闘家の暮石光世に救われ、それが縁で彼に弟子入りし武道家となった。
マイペースで人懐っこい性格から高校時代はグループを問わず友人が多い。周囲からは子ども扱いされるのが悩みの種。かなり純情で、女性に対する免疫がない。
戦闘スタイルは柔術がベースで、闘技者でも屈指の寝業使いとして知られ、主に絞め技を得意とする。相手が攻撃に全意識を集中させる刹那を見極めて死角を突く技「ゾーン」を用いる。師匠が得意とする関節技はあまり使用しなかったが、死闘の中で覚悟が決まったこともあり相手の骨を折ることへの躊躇を捨てている。打撃センスも高く、闘技者としては小柄ながらミドル級以上の打撃を繰り出すことができる。普段の態度とは裏腹に、戦いの場では相手を威圧するほどの気迫を持つ。
「天才」と称されながらも苦戦を強いられることについては、若さと信念の不足から詰めの甘さを見せるためであると指摘される。本当は「勝つこと」が好きなのだが、拳願絶命トーナメントまでは「闘うことが好き」だと思い込んでおり、勝利に対する執着心に欠ける面が見られた。
トーナメント1回戦でアダムに、2回戦で阿古谷に勝利、3回戦で王馬に敗北する。
トーナメント後の『ケンガンオメガ』でも西品治警備保障の闘技者を続けている。トーナメントでベスト8入りしてからの2年で打撃レベルを飛躍的に上げており、「表の世界」でトップクラスのストライカーでも打撃では勝てないレベルに成長を遂げている。
名前の由来は鳥取県にある今井書店とブックセンターコスモから。
アダム・ダッドリー
声 - 堀井茶渡
ボスバーガーの代表闘技者。通称「皇帝」。28歳。両腕に刺青を入れた大柄な白人男性で、上顎の前歯にはFUCK（アニメ版ではDAMN）の文字が刻まれている。
アメリカで活動していたストリートファイターであり、元はアメリカのNHLアイスホッケーチーム「テキサス・スノーマンズ」お抱えの乱闘要員。テキサスのストリートファイト・チャンプであるパンク・アボットを倒した所を見初められ、原口のスカウトに応じて来日する。
アイスホッケーで培った、発達した脊柱起立筋に基づく強靭な体幹を最大の武器とするストライカー。足場の悪い氷上であっても相手を殴って昏倒させ、腰の入った打撃を放てる環境ならばただのパンチだけでヘビー級の格闘家をも一撃で吹き飛ばす。アメリカではその力でヘビー級相手にKOの山を量産してきた。
拳願絶命トーナメント1回戦でコスモに敗北する。以降は西品治警備保障の面々と行動を共にするようになる。
登場時は傲慢で口の悪い性格のキャラクターだったが、自分を倒したコスモともその後は良好な関係を築いており、本人の気分としてはすでに西品治警備保障所属のつもりでいる。
トーナメント終了後も日本に残留し、西品治警備保証に所属を移す。コスモに拳願仕合でリベンジすべく、「喧嘩」との違いに苦労しながらも暮石から格闘技術の猛特訓をつけてもらっている。
『ケンガンオメガ』でもクレイシ道場の門下生を続けており、異様にのけぞった姿勢や地面すれすれまで頭を近づけた前傾姿勢から変則的な強い打撃を放てるようになっている。
阿古谷 清秋（あこや せいしゅう）
声 - 小山力也
若桜（わかさ）生命の代表闘技者。31歳。表の世界では警視庁の機動隊隊長を務める警部。通称「処刑人」。「正義執行」と称して暴力団・凶悪犯・過激派といった「悪」を秘密裏に始末している。
使用する武術は逮捕術で、大盾など機動隊の使う武器をイメージした型を繰り出す。相手の攻撃に対して軸をずらしていなす防御特化の戦いを得意とし、その前腕は不自然なまでの耐久力を誇り、体重差が3倍近くある相手の攻撃を受けても顔色一つ変えない。
圧倒的な反射速度を持ち、さらに反復練習により思考を介さず反射レベルでの攻撃が出せるようになっている。さらに、瞬花の体内時計を利用して解析した相手の攻撃パターンを体内の超小型骨伝導インプラントで聞き、それに合わせて的確な反撃を繰り出すことで相手に何もさせずに勝利することを得意とする。
私刑を続けるうちにいつしか「悪」に魅入られ殺人衝動を抱えるダーティハリー症候群に陥ってしまっていた。仕合中に檜山の指示を受けるのも殺人衝動を抑え込むための措置であり、この関係が崩れると残虐で凶暴な戦闘マシンに変化し、目潰しや噛みつきなどの危険な技を使うようになる。また、本人は善良な市民であっても血縁者に凶悪犯がいるような者も「悪の芽」として殺害している。いずれは自らも断罪されなければならないと断言しているが、おかしいのは自分ではなく正義のない現世の方だと考えている。
トーナメント1回戦では河野春男に勝利、2回戦ではコスモに敗北する。
『ケンガンオメガ』では、龍鬼の周囲で起こる殺人に気づき、龍鬼の「資質」を見極めるため彼との仕合を行う。仕合後、龍鬼の言葉を聞き、共に正義をなす「同志」を見つけたと歓喜の表情を浮かべる。
対抗戦第9試合に出場しニコラと戦うが、殺し合いに発展したため没収試合となる。
キャラクターモチーフは『ウォッチメン』のロールシャッハやパニッシャー。
河野 春男（こうの はるお）
声 - 水島大宙
NENTENDOの代表闘技者。通称「デストロイヤー（破壊者）」。22歳。ネパール出身。本名は「ハル」で、秋男の養子となり改名した。
かつては幼少期から素手で猛獣を倒すなどの伝説を残した怪童で、ヒマラヤの山奥にある戦士の村で「闘神（インドラ）の化身」と畏怖された最強のグルカ兵だった。しかし、来日後に美食や娯楽などに満たされた贅沢な暮らしを覚えてしまった結果、明るかった性格も短気で陰鬱になり、視力も低下して眼鏡が必要になり、引き締まっていた身体も醜く肥え太ってしまった。ゲームが趣味で、ゲームができないとストレスが溜まり、攻略がうまく進まないとキレて家を破壊する。
拳願仕合の激戦区とされるゲーム業界において最強の闘技者と言われており、過去には8社もの闘技者が参加したバトルロイヤルで圧勝した経歴を持つ。使用する武術は特に無いが、持ち前の身体能力と天性の格闘センスを武器にする。肥満体とは思えない身軽さで巨体を意のままに操り、規格外のパワーを有する。
1回戦で阿古谷に敗北する。それにより秋男に捨てられてしまうが、関林と鬼王山の仕合を見て感化され、関林に弟子入りし、以前の明るく礼儀正しい性格を取り戻す。
トーナメント終了後は正式に超日本プロレスに入門。秋男との養子縁組も解消されたが、良い関係ではなくとも日本に連れてきてもらった恩はあると考え、貰った名前は大切にしようと改名はしていない。
『ケンガンオメガ』ではプロレスラー兼岩見重工派閥の闘技者として活躍中で、“サバンナのサイボーグ”マシンジャガーという出身地とは全く関係ないリングネームを授かり、覆面レスラーとしてデビューしている。大食らいは変わっておらず、全国巡業のたびに日本中の美味い食べ物を食べ、2年前より20kgほど大きくなっている。
茂吉・ロビンソン（もきち・ロビンソン）
声 - 村瀬克輝
セントリーの代表闘技者。通称「滅殺する牧師」。34歳（ケンガンアシュラ） → 36歳（ケンガンオメガ）。イギリス出身。
牧師の成りをしており優しい笑みを浮かべているが、烈堂に並ぶシスコンであり、異母妹のエレナのためなら不良時代を彷彿とさせる様な容赦ない性格と口調を見せる。
伝説の闘技者・琴浦茂之介の末裔で、使用する武術は彼が考案したという「バリツ」。世界でも唯一の継承者であると見られている。
かつては修行を押し付ける父に嫌気が差して家出をし、バリツを用いて悪事を働いていたこともあった。しかし、父の死後その友人である牧師のもとに身を寄せることになり、その時初めて会ったエレナと暮らすうちに「血」の尊さを知り、次第に慈愛溢れる性格に変わっていった。
トーナメント1回戦で雷庵と戦い敗北する。当初は殺害されたかと思われたが、英の処置で一命を取り留める。しかし首に大ダメージを受けたためか、仕合後数日間人工呼吸器に繋がれたまま昏睡に陥り、最終日にようやく目覚める。トーナメント終了後は闘技者に復帰するため、イギリスに帰国してリハビリに励んでいる。
『ケンガンオメガ』にてリハビリを終え、2年ぶりに闘技者として復帰するために来日し、理人と仕合を行い敗北する。
モデルは「人間風車」ことビル・ロビンソン。
因幡 良（いなば りょう）
声 - 緒方恵美
ペナソニックの代表闘技者。暗殺拳・因幡流の当主。通称「黒呪の亡霊」。30歳。
床まで届く長い髪と四足歩行と言う不気味な出で立ちの男だが、長髪の下は愛くるしい顔立ちをしており、明るい性格をしている。数寄造とは主従関係でありながら幼稚園のころからの親友でもある。西品治とも幼馴染の仲。自身の父親は数寄造の父親の命令で西本治の父親を暗殺した際に用心棒と交戦して致命傷を負い死亡しているため、高校生で当主の座を引き継いでいる。
特殊な薬剤で強化した毛髪を自在に操り戦う。トーナメント参加者では最小最軽量だが、暗殺者としては優秀で、「殺す技術」以外も身につけている。暗殺者としての本領を発揮できる奇襲こそが最も得意とする戦法で、多対一の乱戦にも強いが、戦闘スタイルは本来仕合向きではない。
自身の生業である暗殺業に誇りをもっており、目黒やムテバのような快楽殺人者と一緒にされることを嫌う。
トーナメント1回戦で王馬に敗北する。
若槻 武士（わかつき たけし）
声 - 加瀬康之
古海製薬の代表闘技者。通称「猛虎」。40歳。拳願仕合歴代最多勝利数闘技者であり、自社の勝利の3割超をたった一人で叩き出している。
資産家の家系の出で、祖父の代から古海製薬とは縁があった。現役最古参闘技者の一人であり、成人前から古海製薬の闘技者として活躍していたためそのキャリアは20年以上になる。コスモや関林と親しく、初見には過去に敗れているが友好的に接している。普段は温厚だが、8年前に自分を倒した加納に対しては闘志をむき出しにする。
先天的に常人の52倍にもなる筋繊維密度を有する、通称「超人体質」の持ち主。その異常なまでの筋密度のため見た目以上に体重が重く、出生時の体重も一般的な新生児の4倍近くもあり、絶命トーナメント参加者の中でも3番目の重量を誇る。
幼いころから自分に目をかけてくれている古海平八には恩義を感じており、恩返しとしてトーナメントに優勝し、拳願会長になってほしいと考えていた。
幼少期から日本最大のフルコンタクト空手団体「六真会館」に籍を置き空手を学んでいたが、裏社会とは関わりを持たない掟により闘技者になる際に破門されている。元三強の成島丈二とは同期に当たる。戦闘スタイルは突きや蹴りをベースで、異名の由来にもなったフルコン空手特有の前へ前へと出て行く「力の連打」による超近接での猛攻が持ち味。戦法自体はシンプルだが、その怪力のために、一発でも当てれば致命的なダメージを与えうる。若いころは身体能力ゴリ押しの戦い方をしていたが、加納に敗れたことがきっかけでテクニックも磨くようになり、隠し球として史上最強の打撃たる「爆芯」や組み技、伝統派空手の技術も習得している。
トーナメント1回戦で室淵に、2回戦でユリウスに、3回戦ではムテバに勝利、準決勝で王馬に敗北する。
『ケンガンオメガ』では煉獄との対抗戦で、ガオランと共に真っ先に拳願会側の代表選手として選出される。
モデルは「怪力王」こと若木竹丸。
室淵 剛三（むろぶち ごうぞう）
声 - 一条和矢
ユナイテッドクロージング代表闘技者。通称「測定不能」。43歳。
アスリートの両親との間に生まれたサラブレッドで、中学生のころから陸上競技を始め、「神童」と呼ばれた。元デカスリートで、16歳で日本代表に選出されて以来25年のキャリアの中で国際大会での敗北はわずかに5回。国民的英雄だったが41歳にして引退、闘技者に転向する。以降2年間、格闘技に関しては完全な素人ながらも純粋な身体能力のみで勝利を重ねるが、かつて若槻と戦い敗北。
若槻にリベンジするためにさらに鍛えあげ、トーナメント1回戦で若槻と戦うが敗北する。ダメージの大きさからしばらく昏倒していたが2回戦までには回復している。トーナメント終了後も打倒若槻を目標に極秘トレーニングを積んでいると大久保に連絡している。
『ケンガンオメガ』では阿古谷との仕合で暴走した彼の過剰な攻撃により意識不明の重体となるが、そのことを恨んではおらず、逆に阿古谷の実力を評価して、対抗戦の代表選手に推薦した。
モデルは室伏広治。
沢田 慶三郎（さわだ けいざぶろう）
声 - 保志総一朗
マーダーミュージックの代表闘技者。通称「暗黒鳥」。25歳。オネエ口調で話すオカマで、トーナメントは予選から参加したものの圧倒的な実力で勝ち残った一人。高校時代は不良で1年生にして番格を張っており、理人とはそのころからの腐れ縁。派手好きで、戸川からは「成金趣味」と言われている。
日本舞踊の名家の生まれで、バレエダンサーを経て闘技者となった。バレエにより培った指先一本まで自在に操るボディコントール、あらゆるスポーツの中でトップクラスのバネと柔軟性から繰り出す足技を得意とする。G（加速度）を載せることで自重の何倍も威力を増幅させ、あらゆる角度から繰り出される回し蹴りが持ち味で、数多くの巨漢を屠ってきた。
トーナメントではユリウスと当たるものの後述の理由により不戦敗。その後闘技場に向かう通路にて目黒と交戦。一時は目黒を圧倒するものの、目黒が暴走し出したことによりトーナメントで闘う予定であったユリウスと闘うが敗北する。
名前の由来は沢田研二から。
ユリウス・ラインホルト
声 - 白熊寛嗣
東洋電力の代表闘技者。通称『モンスター』。36歳。異様に発達した筋肉を持つ禿頭の巨漢。
ドイツ医学の粋を集めて生み出された「最高の筋肉」の持ち主で、現在の肉体は常人なら死に至るほどのドーピングというハイリスクを乗り越えた末に手に入れたもの。怪力のみならず、優れた瞬発力と耐久力を兼ね備えている。「真の強者に技など不要」という持論から武術は一切使用せず、特に型もなく怪力に任せた攻撃を使う。ただし、ただの怪力馬鹿ではなく、スポーツ生理学・医学・心理学・物理学を修めた優秀な頭脳の持ち主であり、高い知能によって肉体のスペックを最大限発揮することができる。
トーナメント中に加納が語った「若槻より格上」の一人。武術家でも戦争屋でもないにも関わらずアギトや若槻にも匹敵するトップクラスの闘技者と言われている。
サイズの合う服がないので常にパンツ一丁。オーダーメイドしてもすぐに筋肉が成長して着られなくなるので、服を着ることを諦めた。自身の筋肉を維持するためにプロテインの摂取を欠かさない。
トーナメント1回戦では沢田相手に不戦勝、2回戦で若槻に敗北する。仕合後、クーデター発生と共に自身が捨て駒でしかなかったことを知り、怒りのまま守護者B班と交戦を開始する。
『ケンガンオメガ』ではトーナメント後は消息不明となっていたが、ムテバから接触を受けてとまりの岩美重工派閥から代表として対抗戦に派遣される。2年前に若槻に敗れてからさらなる進化を遂げ、彼の力を凌駕したと豪語し、第3試合でムドーに勝利する。
モデルはストロングマン出身の総合格闘家マリウス・プッツナウスキー。
目黒 正樹（めぐろ まさき）
声 - 川本宗幸
海一証券の代表闘技者。通称「泣き男」。33歳。正規の闘技者を倒し代表闘技者の座を奪った。
生まれながらのサイコキラーで、善悪の区別がつかず自分の欲求のままに人を殺す。かつて「鬼の目黒」と呼ばれた柔道家・目黒広樹の息子で、自身も7歳のころから父の道場で柔道をしており、優れた才能を見せていた。長い間素直な少年を装っていたが、徐々に殺人狂の本性を抑えられなくなり、門下生3名と自らの父を殺害し失踪。未成年だったために「少年M」として実名報道はされず、警察の捜査は難航し、以後20年消息を絶つ。その間、速水が匿っていた。
常に口から出した舌・焦点の合わない目・ゴリラのような四足歩行といった見るからに狂人と言った容貌だが、平常時ならなんとか会話できないこともない。興奮すると血涙を流す。
基本的なスタイルは柔道だが、目つぶしや噛みつきを含めた獣のような戦い方もする。強靭な足腰と怪力を有し、柔道家としての実力は高い。柔道でつかむ袖と襟の位置にある二の腕と鎖骨を掴んで投げ技をかけることで、ノーギ（上着を着ていない）相手には不利であるという柔道家特有の弱点をカバーしている。さらに、痛みに比例して脳内麻薬の分泌が上昇する特異体質によりすべてのダメージが快楽に転化されるため、異常なまでの耐久性を持つ。
トーナメントで1回戦でムテバ・ギゼンガに敗北し絶命。トーナメントにおける唯一の死者となった。
父親をも躊躇なく殺害するも、尊敬する人物が父親でもあり、柔道を教えてくれたことを現在まで感謝しているので、本人なりに父親への情はあった模様。
『ケンガンオメガ』では東洋電力の闘技者として同じ名前と顔を持つ弟だという速水正樹が登場するが、戸籍上では兄弟は存在しないことになっている。
外見はヴェノムのオマージュ。
鬼王山 尊（きおうざん たける）
声 - 三宅健太
禍谷園代表闘技者にして大相撲で活躍する現役力士。通称「土俵の喧嘩屋」。20歳。本名は川村尊。三兄弟の末弟で、兄は双子で大相撲史上初の双子横綱。自身も十両で全勝優勝を果たしている。
「出稽古」と称して他の格闘技のジムなどに殴りこみに行くなど素行が悪く、兄たちの前で話が出ること自体がタブーとされる。トーナメントでも化粧回しの上に綱を締めるという不遜な恰好で入場している。鼻っ柱が強く粗暴な性格だが、常識的な一面も持つ。
強靭な足腰に裏打ちされた凄まじい攻撃力を誇り、鉄砲柱を張り手数発でへし折ることが出来るという。幼少時から伝統的な相撲で自由な攻撃が許されていないことに疑問を持っており、それが元で相撲を見限り、「古代相撲」と称してパンチやキックでも戦う。ただ、現代力士の肉体が短期決戦に特化している関係から、持久力には難がある。
トーナメント1回戦で関林に敗北する。なお、この仕合はウェブ投票でベストバウト第1位に選出された。
トーナメント終了後は真面目に相撲に打ち込み、2年後の『ケンガンオメガ』ではますます力をつけて関脇に昇進、異名も「不良関脇」に改まっている。怪我で休場することもあったが、闘技者と力士を両立している。
モデルは元大関の雅山。
鎧塚 サーパイン（よろいづか サーパイン）
声 - 檜山修之（ドラマCD・Webアニメ）
夜明けの村の代表闘技者。通称「吼える闘魂」。30歳。ミャンマー出身。常に歓声をかき消すほどの大声で叫んでいて、暑苦しい印象を与える青年。熱血だが意外と話が分かる男。
タイの闘神と言われたガオランと10代のころから因縁があり、彼と闘うことを望んでいるため昔はわざわざ国境を越えてまで勝負を挑みに来ていた。社交的な性格で、ラルマーや鞘香のような財界の大物およびその家族とも交友がある。
父や兄も夜明けの村の闘技者で、仕合中に死亡した兄の後を継いで2年前に闘技者となった過去を持ち、現在は夜明けの村で祖国を追われた村の住民や自身の兄弟達とともに生活している。実光には恩義を感じており、その関係は良好である。またミャンマーには姓がないため便宜的に実光と同じ名字を名乗っている。
使用する格闘技はミャンマーラウェイ。ほとんどガードを行わないという武術の特性からインファイトの猛攻が得意で、相手が自身より大柄であってもスタイルを崩さない。幼少期からの修行で骨折を繰り返すことにより、異常な程の骨密度と太さを兼ね備える殴り合いに特化した骨格を手に入れている。特に頭蓋骨は兜のごとき異様な骨密度を誇り、殴った相手の手が逆に壊れてしまうほどで、それを活かした頭突き「ビルマの鉄槌」を必殺技とする。
トーナメント1回戦では賀露に勝利し、2回戦で御雷に敗北する。
1回戦の後、東電や行政の思惑によって夜明けの村の土地が発電所開発のため失われようとしていることを知り、村と兄弟達を守るために勝利を誓う。2回戦で敗れた後、村を守れなかったことで失意のどん底にあり、ガオランからの励ましにも応じることが出来なかったが、彼の仕合を目にしたことで覚悟を固め再起を誓う。
賀露 吉成（かろ よしなり）
声 - 斧アツシ
あじろ水産代表闘技者。通称「日本海の大入道」。51歳。
この道40年のベテラン漁師。過去に人喰いホホジロザメを海中で絞め殺す、暴風雨吹き荒れる中で難破船の乗組員全員を単身で担いで泳ぎ救出する、日本領海内に不法侵入した環境保護団体の船舶を撃沈して国際テロリストを捕らえた、などの伝説を持っている。
ほかの選手のように格闘技の経験はないが、活け締めを応用した脊髄への正確無比な打撃など長い漁師生活で培った巧みな技術を使う。驚異的なタフネスと張り手一発で人を吹き飛ばすパワーを有し、さらにアダム並の体幹の強さと沢田並の平衡感覚を持っている。ただし長い船上生活の影響で普段から陸酔いに悩まされており、地上で全力を出すためには意図的に平衡感覚を狂わせなければならない。万全の状態では巨体からは想像できないような身軽な動きを使う。
トーナメント1回戦で鎧塚サーパインに敗北する。
根津 マサミ（ねづ マサミ）
声 - 星野佑典 / 緑川光（『ダンベル何キロ持てる?』第9話）
栃木ディスティニーランドの代表闘技者。通称「夢の国から来た男」。22歳。リーゼント頭のヤンキー。
栃木で最大の暴走族「爆音地帯」3代目総長。その体格と腕っ節を買われ18歳で裏の世界に入り、裏の格闘団体では拳願仕合、煉獄に次ぐ業界第3位の規模を誇る「毘沙門」で絶対王者として君臨していた。栃木ディスティニーランドの大ファンであり、夢野にスカウトされて拳願仕合に移籍した。
普段は手足を極限まで折りたたみ自分の体格よりはるかに小さいマスコットキャラクターの「モッキー」のきぐるみを着ている。
長いリーチを活かす鋭さ・重さ・速さを兼ね備えた蹴りが武器。
夢の国である栃木ディスティニーランドが東洋電力と裏取引をしていることを知り、栃木ディスティニーランドを夢のまま終わらせようとしていたが内心では葛藤しており、トーナメントでは仕合前に対戦相手の御雷に無視されたこともあって冷静さを欠いてしまい、開始直後に「雷閃」を顎にくらって脳震盪を起こし、実力を発揮する前に一瞬で倒されてしまった。敗北後は後輩である竹丸美姫に励まされて再起を誓い、その後はトーナメント観戦を楽しんでいる。
トーナメント終了後に美姫と婚約、『ケンガンオメガ』までの2年間で結婚し、それを機に闘技者を引退した。
黒木 玄斎（くろき げんさい）
声 - 玄田哲章
モーターヘッドモータース代表闘技者。通称「魔槍」。51歳。ヒゲ面の男性。
沖縄発祥の殺人拳法・怪腕流の使い手であり、本人も呉一族と並び称される暗殺者。その技は異常な完成度を誇り、「殺す技術」だけでなく「壊す技術」も兼ね備える優れた暗殺者である。戦える相手が自身しか居ないほどに強くなりすぎたが故に大きな「孤独」を抱えている。まともに闘える者はトーナメントでも殆ど居ないと言われており、アギトに匹敵する使い手と目されている。殺人拳の使い手だが、「生きる資格のない外道」と「生死を懸け闘う価値のある武人」しか殺さないと決めている。
交友関係は広く、生前の二虎とは面識があり、平良とも酒を酌み交わす仲だった。また御雷にとっては先代雷心流当主であった父親の仇でもある。一度は弟子入りを断った理人に的確なアドバイスを送る、零に対して一撃でとどめをさすのではなく稽古をつけるかのように相手するなど面倒見のいい面も持つ。
滅堂からの依頼を受け拳願絶命トーナメントに参加する。1回戦で理人に、2回戦で桐生に、3回戦で御雷に、準決勝でアギトに、決勝で王馬に勝利し優勝者となった。
トーナメント優勝後も更なる修行を積んでいる。1回戦後に押しかけてきた理人との奇妙な師弟関係も続いている。
『ケンガンオメガ』までの2年間はアメリカで理人に厳しい修行を課し、まだ怪腕流の技術を使いこなせる段階にはないとして基礎のみを伝授した。乃木から対抗戦への出場要請を受け、代わりに理人を日本へ向かわせる。対抗戦本番はアメリカから試合を観戦に来ており、理人を倒して第2試合の直後に勝負を挑んできた隼を手刀一撃で昏倒させ、生き急ぐ事なく強くなるよう諭して立ち去る。
二階堂 蓮（にかいどう れん）
声 - 沢城千春
通称「番人」。24歳。失伝したとされる日式中国拳法「天狼拳」の達人で、旧日本軍特殊部隊「天狼衆」の長。台湾出身。端正な容姿から初参戦にして早くも黄色い声援を浴びる。キザなナルシスト。
東電に雇われて、白夜新聞の代表闘技者であった武本を倒しその座を奪う。トーナメントでは桐生刹那と対戦。どちらも美形であることから会場中の女性客を興奮させた。
東電関係者の中では割とまともな部類に入るが、普段から過剰な露出の服装を好み、話が長く若干口が軽いのが欠点。また人見知りが激しい部分がある。
拳法家としての実力はかなり高く、若くして奥秘までも極めている。暗殺者としても優秀で、自作の暗器を携帯している。
トーナメント1回戦で刹那に敗北する。仕合後は心停止に陥っていたが部下の救命措置で蘇生する。速水に命じられた爆弾の設置を自身の仕合の裏で部下たちに命じて完了させており、仕合後すぐに姿を消したが2回戦終了後、要人爆殺の責任を速水が全て自分たちに押し付けようとしていることを知り叛逆を決意、仕掛けていた爆弾をクーデター前に全て回収した。
トーナメント後は大日本銀行に就職しており、『ケンガンオメガ』では護衛者の「天狼隊」隊長として天狼衆を率いている。
英 はじめ（はなふさ はじめ）
声 - 石田彰
帝都大学の代表闘技者。通称「解剖魔」。年齢不明。解剖狂で、闘技者の体を解剖したがっては心実を困らせている。治療に携わって死なせてしまった子供たちの写真をアルバムに集め、その悲劇と絶望に快感を覚えている。自覚がある狂人で人間性には問題を抱えているが、理性で狂気をコントロールしている。不謹慎な発言は多いが、腕がいいため赴任先でもよく患者たちと打ち解けているなど奇妙な人徳がある。1回戦以降は山下商事の面々などと保護者兼護衛として行動を共にするようになる。
表向きの顔はフリーランスの外科医だが、その正体は日本政府から派遣された始末人で、今までも国家に仇なす者を秘密裏に始末してきた。
人間を生きたまま解剖するための手段として禽拿術を修めているほか、視床下部を術式により制御し痛覚遮断を行うなど、自分の体にも様々な改造を施している。
死刑執行してもなお生き延び続けている坂東洋平を始末するため、このトーナメントに送り込まれた。1回戦で坂東と戦うが敗北する。
王馬がトーナメント後に倒れたことを護衛者から聞かされ、「誰か」が自分宛に置いていった心臓を彼に移植し命を救う。状況の異常性を考慮して山下には手遅れだったと伝え、以降は2年間にわたり彼の生存の秘匿に協力していた。
ガオラン・ウォンサワット
声 - 平川大輔（ドラマCD） / 津田健次郎（Webアニメ）
八頭貿易の代表闘技者。史上初のヘヴィー級四冠王として世界的に著名なプロボクサー。通称「タイの闘神」。28歳。平時はタイ王国政財界の支配者ラルマー13世の側近兼ボディーガードを務める。
ラルマー12世（13世の父親）に見初められて5歳からムエタイを始め、史上最強のナックモエと謳われるようになる。だが、パンチを軽視する傾向にある現代ムエタイの弱点を克服するためにボクシングに転向、その後わずか4年で4大団体統一ヘヴィー級王者に上り詰める。
ヘヴィー級では小兵ながらボクサーとしても当代最高峰と言える実力を持ち、高速のジャブ「フラッシュ」を最大の武器とする。ボクシングでは使われないサブミッションや寝技への対応も身につけており、投げられた直後の不安定な体勢からでも強烈な突きを放つことができる。さらに奥の手としては生殺の領域でのみ使用する、ボクシングとムエタイを融合させた戦闘スタイルを用い、その際は頸動脈を肘で切り裂くなどの急所攻撃も厭わない。
サーパインとは少年期からの知り合いで、唯一KOできなかった（時間切れでガオランの判定勝ち）好敵手であり、数少ない親しい人間の一人である。また、トーナメントで自らに食い下がってきた金田を「強敵（とも）」と認めており、仕合後は友誼を結んでいる。
トーナメント1回戦で金田に勝利、2回戦で加納に敗北する。2回戦で右拳を負傷するが、ボクサーとして現役続行することを表明する。さらに右手が完治して以来、徹底的な部位鍛錬を行って「神拳」を完成させている。
『ケンガンオメガ』では煉獄との対抗戦の第一試合でカーロスに敗北する。
裏サンデーで行われたキャラクター人気投票では1位を獲得した。
大久保 直也（おおくぼ なおや）
声 - 小西克幸
ムジテレビの代表闘技者。通称「格闘王」。32歳。表格闘技界で最大の団体とされる「アルティメットファイト」の絶対王者であり、総合格闘技戦績は26戦26勝。そのうち最終ラウンドまで生き残った相手は一人もいない。表武術界の最強候補の一人ともいえるビッグネームであるため交友関係は広い。
小学生のころは野球選手を志す野球少年だったが、恵まれた体格を見込まれてレスリング部に勧誘され、最初はレスリングを中高の6年間、次にボクシングのオリンピック強化選手となりながらもわずか2年で総合格闘技へ転向した経歴を持つ。また高校時代はレスリング部に所属する一方で大阪では有名な不良でもあり、大阪中のワルの上に立つ大番長だった。
女好きでギャンブル好き。理人、氷室、金田と合わせて串田に4バカと呼ばれている。挑発的な言動から「ビッグマウス」とされ世間から批判的にみられることも多いが、20年近くレスリングやグラップリングの練習を欠かさず行う努力家としての一面もある。
トーナメント1回戦で加納アギトに敗北。3回戦前、で西品治警備保障社長から代理の闘技者として出場するよう依頼を受け一時は承諾するも、正闘技者であるコスモとの出場をかけた立会いに敗れ再出場を見送った。
『ケンガンオメガ』では山下からの要請で、煉獄との対抗戦に出場する。11回戦で赫と闘い勝利する。

#### 対抗戦出場闘技者
速水 正樹（はやみ まさき）
『ケンガンオメガ』から登場する、東洋電力の新たな所属闘技者。通称「一投必殺」。現役の大学生で、「殴慶ボーイ」のお坊ちゃん。21歳。速水勝正の息子で2年前に死亡した目黒正樹の弟とのことだが、年齢が若いものの目黒と同じ名前と顔を持ち、戸籍上では該当する人物はいない。
狂人で話が通じなかった目黒と違ってコミュニケーション能力が高く、天性の人たらしで、場の空気を和らげられる「リーダーの資質」を持っている。東洋電力会長の御曹司であることを鼻にかけず非常に謙虚。
戦闘スタイルは柔道がベースで、それに打撃技を組み合わせて戦う。殺されかねないほどの過激な乱取りを兄と繰り返していたので実戦経験は豊富であり、形勢判断が素早く的確。勝てるのなら構えにこだわることもなく、右構えでも左構えでも戦える。
その正体は、速水が目黒正樹を元に「蟲」の技術を用いて最強の兵として生み出したクローン。格闘家として類稀なる才能を持っていながら狂気に呑まれ真の実力を発揮するには至らなかった目黒とは違い、狂気を抑制することが可能であり、目黒と同じダメージを快楽に転化する体質に由来する異様なタフネスをそのままに、多幸感や殺人衝動に流され暴走することなく戦い続ける。さらに速水正樹という人格を「完璧な目黒正樹」に作り変えるために呉氏の洗脳技術「回生」を施されており、生前の目黒の独白をイヤホンで幾度も繰り返し聴き続けている。
3年前に闘技者登録されて以来仕合に出場していなかったが、デモンストレーションとしてニュージェネレーションズ最強の黒狼を倒し、速水と山下の交渉で対抗戦代表選手となる。
対抗戦第8試合で嵐山に勝利した。対抗戦終了直後に拳願会副会長の座を獲得して有頂天になっていた速水に反旗を翻し殺している。事前に理乃から速水について聞いていたことが示唆されている。
徳尾 徳道（とくのお とくみち）
「売れない小説家」を本職とする闘技者。35歳。「尾道 二徳（おのみち にとく）」のペンネームで活動しており、通称の「二徳」はそのペンネームに由来する。
バックボーンはサンボ。剛のサブミッションの技術に関しては「表」でも「裏」でもトップクラスとされ、馬力のある打撃も持ち味の一つ。また異常な程に恵まれたタフネスさを持ち、そのタフさを活かしたカウンターも得意とする。
拳願絶命トーナメントの前、敗れはしたものの加納をあと一歩のところまで追い詰めた実力者。ただ、この仕合で半年間の療養を余儀なくされ、トーナメントには参加できなかった。
副業の闘技者はネタ集めを兼ねた執筆に専念するための最低限の生活費を稼ぐ手段であり、ファイトマネーが尽きるまでは仕合に出ることはないため、比較的ベテランながら仕合間隔が長い。だが、作風が独特なので一般には全く受けておらず、その上、「お金の使い方『だけ』は昔の文豪並み」らしく、復帰のペースは割と早い。
かつて太宰治に憧れて文学の道を志していたが、その強靭な肉体や素質もあり、周囲から自身の夢を否定され続けたため、自身が望まずして得てしまった才能を「呪い」とし、己の運命への復讐のためにサンボを始め、やがてその実力を買われて裏格闘技に身を投じ、いくつかの団体で実績を上げて拳願仕合に参加した。そしてアギトに負けたことで、自身が相当な負けず嫌いであり、復讐が単なる逆恨みだと気付き、現在に至る。
フリーランス闘技者として再び復帰を決め、復帰戦として幽崎と仕合を行い勝利する。対抗戦には出ないつもりだったが、新作執筆のために熱海の旅館で缶詰に入り、わずか1か月でファイトマネーを使い切ってしまったことから山下に泣きついて対抗戦への出場を申し出て代表選手になる。本番では第10試合に出場して劉に敗北する。
三朝（みささ）
殲滅部隊隊員。27歳。烈堂の副官的存在。元々は護衛者五番隊の隊長だったが、烈堂の誘いで殲滅部隊に加入した。六番隊隊長・名和とはライバル関係らしい。非常に謙虚かつ丁寧であり、物腰はかなり柔らかい。
使用武術はシラット。体格には恵まれていないが、烈堂の拳法の師であり、徒手の戦いなら殲滅部隊で断トツ。特に狭い空間での戦闘に長けており、体格で勝る相手を確実に仕留めるために、急所を的確に狙い撃つ技術を磨いている。シラットの肘の捌きで相手の体勢や攻撃を崩したり、捌く技を得意とし、小柄な体格による的の小ささもあってまさに「鉄壁」の防御を誇る。小兵かつ軽量ゆえに馬力はヘヴィー級にはおよばないが、強い打撃力を有し、相手の読みのことごとく裏をかいて「意識の外」から予想だにしない攻撃を加えることで、体格差を超えたダメージを与える。しかし、勝負をすぐには決めず、ギリギリまで遊んでしまう悪癖がある。
『ケンガンオメガ』では殲滅部隊を抜け、烈堂の推薦で八代目「滅堂の牙」に就任しており、煉獄との対抗戦第4試合で、裏切り者の弓ヶ浜を「制裁」すべく『滅堂の牙』対決に持ち込み勝利する。戦いを見ていたアギトからは名実共に八代目『滅堂の牙』として認められた。

#### その他闘技者
駒田 茂（こまだ しげる）
声 - 白熊寛嗣
元・乃木グループ闘技者。通称「仁王の駒田」。42歳。背中に仁王の彫り物を背負った大男であり、並みのボディビルダーとは比較にもならない仏像のような凄まじく発達した筋肉の持ち主。パワーは勿論、その巨体からは想像できない速さも併せ持つ。
トップクラスにはおよばないながらもそれなりの強豪ではあったが、拳願仕合に出場したい王馬に路地裏で戦いを挑まれ、野仕合を行うも敗北、闘技者の座を奪われてしまった。
闘技者をクビになった後は、次の就職先も決まらず無職になる。闘技者として返り咲くためにイワンと共に修行を行い、驚異的な破壊力を持つ「仁王爆裂掌」を完成させるも、闘技者の座を奪うために襲った関林ジュンに返り討ちにあう。その後、イワンとともに偶然理人と出会い、彼の誘いでSH冷凍の正社員となり、副社長に就任した。
トーナメント同行中にクーデターに巻き込まれ、絶体絶命となったが、拘束を解いた板東に助けられた。
イワン・カラエフ
声 - 阿座上洋平
元・義武不動産闘技者。通称「ロシアの死神」。33歳。最近頭角を現してきたロシア人キックボクサーで、王馬をして「良いコンビネーション」と感嘆する打撃技術を持ち、「死神の鎌」と呼ばれる膝から先のスナップを効かせた強力なハイキックを得意とする。
理人の仕合前に力を計るための噛ませ犬として王馬に差し向けられ、一戦交えるが一撃で敗北する。その後は闘技者をクビになってロシア語講師で食いつなぐ生活を送る。
闘技者として返り咲くために駒田と共に修行を行い、「冥府のバトルアックス」なる一撃必殺の新技を完成させるも、うっかり襲ってしまった関林ジュンに完膚なきまでに敗れる。その後、駒田とともに偶然理人と出会い、彼の誘いでSH冷凍の正社員となり、副社長に就任した。当初は自分を殺しかけた理人を恨んでいたが、職を与えてくれたこともあって今では恨みもなく、スパーリングに付き合ったりもしている。
『ダンベル何キロ持てる?』の主要登場人物であるジーナ・ボイドの叔父でもある。
モデルは「ロシアの速射砲」ことルスラン・カラエフ。
蕪木 浩二（かぶらぎ こうじ）
湖山マートの闘技者。通称「呪術師（メディスンマン）」。45歳。見た目は小太りなくたびれた中年で、さほど強くもないが、過去に彼と戦った闘技者は勝敗に関わらず全て再起不能になっている「闘技者殺しの闘技者」。湖山マートの正社員でもあり、その店頭売上は5年連続ナンバーワンである。
その正体は暗器使いであり、モスキート音による聴覚の阻害、毒を塗った手での目潰し、手首に仕込んだ針など、あらゆる反則技を使って相手を潰しにかかる。戦った闘技者の傷から凶器による攻撃ということはすでに割れているが、「審判の厳重なチェックをくぐり抜けての反則は、拳願会の信用に関わる」という理由から、仕合中の凶器の使用はすべてなかったことにされてしまう。
コッポの絵画「薔薇」を賭けて王馬と戦い敗れる。
拳願絶命トーナメントそのものには参戦せずに乃木からの依頼で潜水艦を操縦して願流島に潜入、保護したハサドと行動を共にする。トーナメントの裏で東洋電力に始末屋として潜り込んでおり、捕縛した4名の社長を監視していたが、クーデター中に本来の役目に戻って守護者を制圧、社長たちを解放した。
モデルは石川浩司で、名前は同氏の楽曲「カブラギのおしえ」が由来。
ジェリー・タイソン
声 - マシューまさるバロン
22世紀ファックスコーポレーション闘技者。通称「ロケットマン」。34歳（ケンガンオメガ）。デトロイト出身のアフリカ系アメリカ人。
元は陸上競技の短距離走者だったが、中国に渡ったことを機に象形拳を会得、さらにそれを発展させて兵器の動きを模す「J式象形拳」を開発する。その昔、刑事をしていたことがある。
予選ではほかの闘技者をなぎ倒しながら王馬と戦うが、金剛ノ型「不壊」を破ることができずに敗北した。
怪我自体は軽かったため、願流島に先乗りする。トーナメント本線では、Aブロック1回戦より飛び入りの解説者となっている。初日の解説が好評を博したため、2回戦からは正式に解説者を任される。
トーナメント後も闘技者を続けていたが、翌年には連敗したことで体力の限界を感じて引退を決めた。『ケンガンオメガ』では拳願会の職員を勤めており、対抗戦の準備では鞘香の補佐に回り、煉獄との対抗戦本番は2年前のトーナメントと同じく彼女とコンビで解説を担当。
打吹 黒狼（うつぶき こくろう）
色黒なフリー闘技者の男性。通称「ウルフソルジャー」。30歳。拳願絶命トーナメント後にデビューした闘技者たち、通称「ニュージェネレーションズ」の一人。
『ケンガンオメガ』において、1年前にデビューしたばかりのルーキーだが、既に7勝を重ねており、うち3勝は20勝以上挙げている闘技者からの白星で、原田や室淵にも勝っている。今一番勢いのある闘技者。
理人より一回り大きな巨漢ファイター。地元ではスポーツ一家の有名人で、幼少期から様々な競技で実績を挙げており、中でもポイント制防具空手団体の名門「月輪会」の全国大会を5年連続制覇している。ファイトスタイルのベースも防具空手で、「破壊力」と引き換えに「手数」と「当てる」ことに特化した高速コンビネーションで押し込み、足が止まったところで全力のぶん殴りで仕留めるという、シンプル故に攻略の難しい戦法を得意とする。蹴りの威力を拇指に集約した変形前蹴り「スティンガー」を武器とする。鳩尾に打撃が決まっても倒れないなど、タフネスにも優れている。さらに、確かな実力に驕ることのない冷静沈着な判断力も大きな武器であり、必勝スタイルに固執せず、通用しなければ次々と攻め方を変えてくる切り替わりの速さを持つ。他にもキックボクシングなどの複数の武術を齧っている。
谷石製薬（株）の闘技者をする仕合で龍鬼の拳願仕合デビュー戦の相手となり、敗北する。
幽崎 無門（ゆうざき むもん）
元・煉獄A級闘士。通称「ゴースト」。崑崙派蛇形拳の使い手。28歳（本物）。
かなりの実力者で徳尾の復帰戦の相手として拳願仕合にデビューし、相手を殺すつもりで仕合に臨むが、敗北する。
その正体は夏の弟子の1人の「蟲」に所属する戦闘員タイプの下級構成員で、本物の幽崎に成り代わっていた。A級闘士に相応しい実力者だった本物の幽崎よりもわずかに強く、拳願会の有力闘技者潰しを任されていたが、初戦で徳尾に負けて後がなくなる。挽回を図ろうとして膝を破壊された状態のまま龍鬼を抑えるべく戦いを挑むが失敗、返り討ちにあって死亡した。

#### 拳願会参加企業の関係者
乃木 英樹（のぎ ひでき）
声 - 中田譲治
乃木グループの会長。カリスマ性を感じさせる壮年男性。61歳。
王馬を始めとして、複数の優秀な闘技者を擁する。確かな経営手腕は持つものの、自由人な面がある。
拳願絶命トーナメントの発起人であり、「彼の代表闘技者が敗北を喫した場合、乃木グループは即時解散する」という約定のもとトーナメントに参加している。本来、経営者としては堅実で大博打を打つようなタイプではないが、先祖代々罪悪感を受け継いできた山下家の子孫の存在を知ってしまったこともあって、「先祖の悲願」である拳願会の革新を達成するために優勝を目指している。本当の目的は自身が会長に就任した際に山下を副会長に就任させることで、山下商事も一度乃木グループの役員として経験を積ませた後で改めて社長として運営してもらうつもりでいる。
自身が送り込んだ闘技者は優勝することが叶わなかったが、会長指名権を得た鷹風からの推薦で拳願会第59代会長に就任する。
『ケンガンオメガ』では、滅堂の引退により拳願会が求心力を失いつつあることを危惧し、「煉獄」の東アジア裏格闘技界とのパイプを手に入れるため、豊田からの両組織の合併を賭けた対抗戦の提案を呑むことを決意する。
秋山 楓（あきやま かえで）
声 - 内山夕実
乃木の秘書を務めるクールで知的な面持ちの美女。拳願仕合についても乃木の秘書として深く知っている様子で、そちら方面の知識に疎い山下に対し助言やサポートを行う。年齢と体重は不詳で、聞くと怒る。一見冷めた性格のようだが、実は人付き合いが苦手なだけの模様。
王馬のことが気になっており、彼が女性に絡まれていた際には嫉妬心を露わにしていたが自分から積極的に動くことはない。実はBLにも興味がある。かなり酒に強い。
トーナメントを終え、山下が本格的に起業した際にはその準備を手伝い、2年を経た『ケンガンオメガ』でも山下の秘書をしている。新たに闘技者に志願した光我と龍鬼に、拳願仕合についての基礎を説明した。山下同様、王馬が死亡していたと思っていたので、彼と2年ぶりに再会したときには驚き過ぎて失神している。
君島 まな（きみしま まな）
乃木グループの新人会長秘書。『ケンガンオメガ』から登場。22歳。大学卒業後即会長秘書になった優秀な人物。山下の大ファンで、乃木の右腕として拳願会の頂点に至らせた伝説のサラリーマンとして尊敬している。
義武 啓郎（よしたけ よしろう）
声 - 山本兼平
義武不動産の社長。39歳。福耳とオネエ口調が特徴的な男。内股や立てた小指などオカマ的な仕草が目立つが、「玉無し」扱いされると怒る。
乃木とは犬猿の仲。派閥に属することなく若くして拳願会でも上位の地位を得ていることから非常に有能で、クーデターを画策した速水に対し震えながらも啖呵を切るなど気骨もあるが、乃木からは若造と侮られている。
新幕の内ビルディング新設施工権に絡む100億の利権を賭け、理人を擁して自信満々に乃木グループとの拳願仕合に臨むが、王馬の予想以上の実力の前に敗北。腹いせに理人をクビにするものの、それ以来業績は右肩下がりとなる。
拳願絶命トーナメントの際には呉一族に出場要請を打診したものの、同じく出場を打診してきたアンダーマウント社の方が金払いがよかったため断られてしまい、代わりに千葉を闘技者として招き入れる。他の企業からの攻撃に備え予選敗退した闘技者をボディーガードとして一時的に雇い襲撃者を撃退したが、結局は乃木の掌で踊らされていた。その後2回戦では腹いせのように雷庵の勝利に大金を賭けたが、勝負に負けて大損してしまう。
山下と絡む機会が多く、トーナメントの仕合順を決める時には、あまりにも無知な彼を憐れみ拳願会の事情について説明した。山下のことは割と気に入っているようで、彼が乃木出版を退職する際の迎えにも自ら出向いた。
モデルは原作者の地元の友人。
奏流院 紫音（そうりゅういん しおん）
声 - ゆかな
皇桜学園グループ理事長を務める拳願会会員。詳細な年齢は不明。開けたワイシャツから覗く魅力的なバストに、咥えタバコが似合う男前でクールな美女。両親が早くに仕事を引退したため、若くして理事長となった。企業序列上位だけあって個人資産も潤沢で、自宅は豪邸でプライベートジェットも所有している。学生の習い事を推奨しており、自身のポケットマネーから補助金を出している。
先祖代々筋金入りの筋肉フェチ。高校時代に初見にナンパされ、大胸筋に一目惚れして交際を開始するも、彼の浮気が原因で別れたりくっついたりを繰り返しており、現在は別れている。
拳願仕合をかき乱そうとする乃木に危機感を覚え、「圧倒的」な「個」の暴力を持つ闘技者を求めて闘技者採用バトルロイヤルを行う。そこに紛れ込んだ桐生を危険と知りつつも、「毒を食らわば皿まで」の覚悟で刹那を闘技者として迎え入れるが、彼が2回戦で敗北してから雰囲気がさらに悪化した様子を見て「禁忌に触れてしまったのではないか」と恐れを抱くようになる。
高校生になる妹の朱美は、『ダンベル何キロ持てる?』の主要登場人物の一人。
松田 智子（まつだ ともこ）
声 - 小市眞琴
皇桜学園グループ理事長の新人秘書。22歳。口元のほくろがチャームポイント。皇桜学園OGのごく一般的な女性で、当初は血生臭い拳願仕合の光景に恐れおののいていたものの、徐々に腐女子的言動をあらわにし始め、拳願仕合の光景を、周囲の拳願会員とは異なる目的の熱い眼差しで、度々妄想を交えながら見守るようになる。
栃木ディスティニーランドの生涯入場パスを所持しているほどの大ファンでもあり、TDLのキャラクターの中ではモッキーとホナルドが大好きだが、腐ってしまった原因はモッキーとホナルドの擬人化された作品を見てしまったことによる。布教活動にも熱心で、最近着々と同士を増やしつつある。
片原 滅堂（かたはら めつどう）
声 - 柴田秀勝
日本の経済界を牛耳る大日本銀行の総帥にして、最強の闘技者「滅堂の牙」を擁する拳願会第58代会長。かつては「極東の風雲児」と呼ばれていた。96歳。
元特攻隊所属の兵士で、特攻後奇跡的に生き残ったことから自分の悪運はどの程度のものなのかを試したくなり、拳願会々長を目指す。戦後の混乱の中で闇市の主として身を立て、拳願会員となってからは片原流通KKを興し、初代「滅堂の牙」の恵利央と共に不足資金の代わりに自らの命を賭けて拳願絶命トーナメントを開催させ、優勝。以降、数十年に渡り会長の座を守り続けている。拳願会史上、初めて半世紀以上会長を務めた人物でもある。
会員としては比較的新参ながら名実共に拳願会の頂点に立つ男であり、枯木のような老人の姿からは想像もできないほどの圧力を有し、常人ならば彼の前では身動きすら取れない。企業50社の賛同を受けて、会長職を賭けた拳願絶命トーナメントの開催を宣言した。若いころから女好きで、老年になっても精力は衰えず愛人との間に曾孫ほどに歳の離れた子を儲けている。
準決勝で自身が招聘した黒木によってアギトが降されるという想定外の事態により長期政権に終止符を打たれることとなったが、再び挑戦者に戻れることに喜びながら現役であり続けることを宣言する。
退任後は拳願会の相談役に就任。乃木と共に「蟲」への対処の方策を練っており、クローン人間の製造疑惑について調査している。
片原 鞘香（かたはら さやか）
声 - 平田真菜
滅堂の娘で拳願絶命トーナメントの司会進行役。22歳。串田曰く「何でもこなせる能力の高さは拳願会でも指折り」。正妻ではなく愛人の娘で、烈堂とは異母姉弟である。父親同様器が大きい。社交性も高く異性からはかなりモテており、護衛者の中にも隠れファンがいるほどだが本人に自覚はない。
羞恥心の薄いタチらしく、普段から弟が心配するほど露出度の高い服を着ており、混浴の大浴場で氷室ら男性陣と鉢合わせになった際にも、体を隠そうとする素振りすら見せなかった。
『ケンガンオメガ』では拳願会職員として働いており、会の中心になっている。煉獄との対抗戦では企業専属闘技者の選考を担当し、反会長勢力からの闘技者派遣交渉を行う。煉獄との対抗戦本番では、2年前のトーナメントと同じく実況を担当。
山下 健蔵（やました けんぞう）
声 - 平川大輔
アンダーマウント社の真の社長にして、何年も引きこもり生活を続けている山下一夫の長男。25歳。
幼少期は運動が苦手ながらも聡明な子供だったが、学生のころに人間には「進化」が必要だと考え自室で動物実験を行うようになり、狂気を感じた一夫が対話をやめてからは引きこもるようになる。この件がきっかけとなり、山下家はバラバラになってしまった。その後は学業に意義を見出せなくなって学校に行かなくなり、再就職先を探していた太田を影武者に立てて、己の理想を実現するために会社の運営を行っていた。
他人を全く信用しておらず、通信販売で購入した商品の配達を受け取る以外では一切外界と接触しないが、そのまま家から一歩も出ずに日本を掌握する野望を持っている。拳願会々員の資格を持っていないため、会長になるつもりはない。
拳願絶命トーナメントに金次第で忠誠を買える呉一族を送り込むが、自分たちを利用しようとしていたことに気付いた恵利央が反旗を翻したことで命を狙われる立場となるが、山下商事が仕合に勝ったことで見逃され、反省。康雄と共にヘリコプターで願流島へ向かう。クーデター鎮圧後に父親と合流、敗退時に彼が負うことになる借金の肩代わりを申し出る。
トーナメント終了後は引きこもりをやめ、正式にアンダーマウント社の会長に就任。同時に実家を出て生活を始めた。
自身の存在を突き止め直接交渉してきた「蟲」を電脳化の研究パートナーとしていた。
太田 正彦（おおた まさひこ）
声 - 亀岡孝洋
アンダーマウント社の表向きの社長。47歳。前の会社をリストラされたところ、当時中学生だった健蔵と出会い、影武者に抜擢された。『求道の拳』に登場する六真会館所属の空手家・太田正男の実兄だが、本人に運動経験はない。
月例報告などの全ての社長業務を行っているが、社員からの評価はさほど高くなく、裏に本物の社長がいるのではないかと噂されている。その噂は的中しており、全ての業務は健蔵の指示通りに行っている模様。彼自身も健蔵のことを「社長」と呼び、心底敬服している様子。健蔵と比べると小人物。
健蔵の会長就任後も、彼を支えている。
倉吉 理乃（くらよし りの）
声 - 豊崎愛生
ゴールドプレジャーグループの若き代表。通称「女王蜂」。年齢不明。柔らかな顔立ちにグラマラスなスタイルの美女で、初見からは「拳願会の性的暴風雨（セクシャルバイオレンス）」と呼ばれている。
「性本能（種族保存本能）」で「雄」の「自我本能」を抑圧し、強制的に傅かせる「命令」を発することができるという特異能力を持っており、どんな「超雄」も決して逆らうことができないことから「超雌」と称される。ただし判断力が低下した狂戦士となるのを避けるため、「命令」の強度に段階をつけることで制御しやすくしている。
御雷とは下の名前で呼び合い、膝枕をするなど、単なる闘技者と雇用主以上の関係を築いているようである。ただし御雷が戦えなくなった時のために代理の闘技者候補を3名用意して会場に連れてくるという、堅実な経営者としての側面もある。秘書たちからは「全てが最高」と慕われるが、彼女たちのあまりの有り様から周囲は何があったのかを聞くことができない。
実は東電会長の速水の娘。複雑な家庭環境で育ったせいもあって「不自然な死」に対する嫌悪感を捨てられないという、拳願会員としては欠点となりうる弱さを抱える。そのため仕合中に闘技者を死なせないように、一度でも敗れた闘技者には退職するよう「命令」しているが、そのために闘技者が謎の失踪を遂げるという悪評も立っている。
『ケンガンオメガ』で煉獄との対抗戦が決まった際に、氷室から零の出場要請を受けるが、零を二度と政争の道具にしたくないとして断固拒否する。対抗戦の会場には訪れており、父に駒として洗脳を受けている義弟の正樹に憐憫の情を向ける。対抗戦終了後に速水を殺すよう正樹を嗾けたことが示唆されている。
東郷 とまり（とうごう とまり）
声 - 小林ゆう
兵器製造に力を注ぐ、岩美重工の女性経営者。26歳。奇抜な言動とは裏腹に確かな経営手腕を持つが、同時に「死の商人」「日本経済界の奇人」の異名を持つ危険人物としても知られている。凶相な上に言葉遣いも乱暴だが、檜山に女性としての危機意識を持つよう注意するなど、面倒見の良い一面も見られる。その一方で理乃にはすっかり玩具にされている。
拳願絶命トーナメント開催の1か月前、自社最強の闘技者である洪小虎を擁してゴールドプレジャーグループとの拳願仕合に臨むが、思わぬ完敗を喫してしまう。理乃への復讐を誓い、新たに見出したムテバを擁してトーナメントに挑む。
反権力主義の塊のような性格であると同時に超合理主義者でもあるため、利益のためにあっさり信念を捨てて拳願会長の座を目指す。同じ合理主義者であるムテバとは雇用主と闘技者という関係においてなかなか相性が良いが、彼の服に関する長話には辟易している。技術の発展に関しても柔軟な思考を持っており、その想像力の豊かさはムテバをして「ロマンチスト」と言わしめる。
ユリウスの敗北による東洋電力の求心力の低下、それによる乃木の台頭を危惧しガンダイを自身の傘下に加えようとするも、鹿野と対立する。2回戦で勝利した企業の軍門に下る賭けを鹿野と行い、これに勝利したことで拳願会での地位をさらに強固なものとする。3回戦で勝手に仕合を棄権したムテバに激怒するも、「最強の傭兵への無料依頼権1回分」をもぎ取ったことで矛を収めた。
『ケンガンオメガ』では拳願会の役員。ムテバから代理として指名された元東電闘技者であるユリウスを自身の派閥からの出場選手として対抗戦に送り込む。
大屋 健（おおや けん）
声 - 浦山迅
義伊國屋書店会長。65歳。常にワンカップ酒で酔っ払っているが、闘技者を見る目は確か。モットーは「よく飲み、よく遊べ」で、死ぬまで酒はやめないと公言している。
27歳の時に拳願会に加入して以来、32年もの間、闘技者同士の戦いを見届けてきており、自身も東西・老若を問わず純粋な強さを持つ闘技者のみを雇ってきた。その中でも最強と見込んだはずの氷室が敗北したことで、勝者である金田を代表闘技者に変更している。打算で動く自分のような商人とは違い、純粋に夢を追う闘技者を少し羨んでいる。トーナメントは初戦敗退となったが、トーナメントを利用した宣伝で、複数の企業と、出場に必要だった50億を楽々補填出来る程の契約を行っていた。
王馬と関林の戦いの際に、野次を飛ばした自分に絡んできた山下を気に入り、後日酒を酌み交わして意気投合。互いに「ケンちゃん」「カズちゃん」と呼び合う仲になる。
西品治 明（にしほんじ あきら）
声 - 松風雅也
西品治警備保障の社長。色黒の爽やかな男。30歳。ペナソニックの瓜田や良とは幼なじみ。高校時代、良の父親の手で自身の父親を殺されているが、父が速水の忠臣として相当あくどいことに手を染めていたことを察していたため、瓜田や良を恨んではおらず、今でも彼らとの仲は良好である。
暮石のジムの後輩でもあったことから、彼の弟子であるコスモからは「先輩」と呼ばれている。コスモを弟のようにかわいがり、未成年の彼を「社会勉強」と称してキャバクラに連れて行くなどかなりヤンチャ。ちなみに、コスモの父は高校時代に所属していたサッカー部のOBである。
自身も格闘技経験があることから闘技者を見る目は確か。「善き弱者」であることに意味はないという考えを持ち、拳願会々長になる野望を持つが、一方で自身の野望のためにコスモを犠牲にしていることに罪悪感を覚えている。
拳願絶命トーナメントでは西品治七拳の中で最も伸び代があると踏んだコスモを代表に選出し、彼を仕合の中で成長させて次の大会で会長の座に着こうと画策。2回戦終了後のクーデターでは父からの縁で速水の下につくよう説得されたが拒絶する。クーデター鎮圧後はコスモに闘技者交代を宣告するが、彼の熱意を受けて交わした約束を守り、3回戦出場を認める。
3回戦でコスモが敗北した後、自身の真意を語り、彼を過小評価していたことと自身を過大評価していたことを詫び、もっと上を目指すよう励ました。
檜山 瞬花（ひやま しゅんか）
声 - 渕上舞
若桜生命社長。28歳。絶対にズレない正確な体内時計を持っており、体内時計を利用して相手の呼吸の「間」を読み、次の行動パターンを予測できる。
父と叔父が急死したため6年前に社長の座を引き継ぐ。信頼していた従兄で副社長であった健人が家族殺しの真犯人で、自身も命を奪われかけるが阿古谷に救われたことで彼に過剰な依存心を抱くようになる。阿古谷とは肉体関係を持つと同時になかば共依存のような関係にあるらしく、彼に見捨てられそうになった際には激しく取り乱していた。阿古谷の殺人を黙認しているだけでなく、拳願会員の力を使って標的の情報を収集するなど共犯関係にある。また、彼の目指す「悪のない世界」においては自身も血縁者に犯罪者がいる「悪の芽」であることから、いつか彼の手にかかり死ぬことを覚悟して受け入れている。
瓜田 数寄造（うりた すきぞう）
声 - 加藤将之
ペナソニック社長。30歳。因幡や西品治とは幼少期からの友人であり、家柄では上下関係があるものの気軽に接する。父親は速水の傀儡であり、かつて速水からの命令に従い良の父親に明の父を殺すように命じた父親を蹴落として、23歳で社長に就任した。卓越した分析力で拳願試合では6年間無敗を通している。幼少期から眼鏡をかけているため、眼鏡をはずすと付き合いの長い良ですら一瞬誰か分からなくなる。
名前の由来は「家電好き」からの変形。
古海 平八（ふるみ へいはち）
古海製薬代表。61歳。前社長の叔父から会社を受け継いだ。自称「動けるデブ」だが、止まらない体重増加を危惧している。
若いころの多趣味が祟り、四浪三留で大学を卒業。自分の助言を受けた幼少期の武士に本気で殴られ大怪我を負い、留年が増えてしまったという過去を持つ。自らに重傷を負わせた武士に対して、その後も全く恐怖心や警戒心を態度に表さず「子供に接する大人」として付き合いを続けている。
情に厚く義で動くタイプの人間。今の拳願会に不満を抱いている革新派でもある。自身は拳願会長の器ではないと考えており、同じ四龍として優勝した暁には乃木を会長に推すことを乃木と確約している。
モデルは原作者の地元の友人。
戸川 好子（とがわ よしこ）
声 - 桑谷夏子
マーダーミュージック社長。25歳。メロディックデスメタルバンド「DeathProof」のギタリストでもある。沢田とは友人関係で、プライベートでもよく遊ぶが、服装センスには「メタルお馬鹿」と苦言を呈されている。拳願会の女性経営者の中では最年少の部類。結婚願望はない模様。
予選を勝ち抜きトーナメント参加を勝ち取るが、速水配下の二階堂から脅迫を受け、渋々トーナメントを棄権する。ユリウスが沢田にとどめを刺そうとしたときに偶然現れた王馬を、自分たちを助けても恩に着せるようなそぶりすらないと勘違いし、彼に惚れる。
速水 勝正（はやみ かつまさ）
声 - 金尾哲夫
東洋電力会長。76歳。左顔面にケロイドの痕のようなものがある。GPグループ代表の理乃は実の娘にあたる。
最大派閥の長だけあって個人の権力ならば滅堂をも上回るとも言われている。さらに野心家であり、目的のためであれば容赦無く殺人を犯し、目黒のような殺人鬼を手元に置いて長期間匿うことすら厭わず、「蟲」とも通じている。若いころにも一度滅堂に対して反旗を翻した経験がある。また諸外国の有力者や自身の傘下の企業なども大きな目的のための犠牲として切り捨てようとするなど冷酷な性格の持ち主。滅堂に代わり拳願会の王となるべく策をめぐらせ、積極的に裏工作を行う。かつては滅堂や鎧塚と共に理想を追い求めた同志だったが、当時の思い出を尊重する気配は全くない。
「天狼衆と守護者1000名を島内に侵入させ機を見てクーデターを実行する」という目的を隠すために優勝狙いを装い、他の参加企業にも根回しをしていた。その後、時限爆弾を盾に新たな拳願会を設立するため会員たちに寝返るよう要求するが、実はクーデターそのものがブラフで、その真意は拳願会員や各国要人との関係など、滅堂が築き上げてきたもの全てをドームの爆破と共に灰燼に帰し、自身の手で新たな歴史を築くことにあった。しかし徐々に追い詰められ、わずか2時間足らずでクーデターは失敗に終わった。
以来表舞台から姿を消しており、2年後の『ケンガンオメガ』では以前ほどの権力は無くなっているものの、依然として強い影響力を持っている。野心を未だ失っておらず、山下と交渉し、正樹を代表として出場させる代わりに、彼が勝利した場合は拳願会副会長の座を貰うことを約束させる。そして対抗戦本番で、正樹が最強の兵として完成したことに歓喜する。しかし、対抗戦終了直後に反旗を翻した正樹に殺害された。
鷹風 切己（たかかぜ きりみ）
声 - 竹内良太
モーターヘッドモータース社長。テンガロンハットの男性。59歳。
一年の大半を海外で過ごし、しかも決まった住居を持たないという変わり者。趣味はバイク。自分がたまたま金持ちの家に生まれてたまたま会社を引き継いだだけだと考えており、権威や権力が苦手だと語る。インディアンの部族から「イエローホーク」というインディアンネームを貰って以来人生哲学に目覚めたと公言している。
当初絶命トーナメントに参加するつもりはなかったが、旧友の黒木から頼まれて参加を決める。自社を「万年中堅」と卑下していたが、黒木の活躍で思いがけないほど上位に食い込むことができた。トーナメントでは最終的に優勝を果たしたものの、自分には荷が重すぎると乃木に拳願会会長の地位を譲る。
主なモデルはモーターヘッドのレミー・キルミスター。

#### 護衛者
滅堂の私兵。「滅堂の牙」という「矛」に対する、「盾」にあたる存在。相当な人数が存在し（拳願号に乗り合わせた人員のみで1000人以上）、一人一人が並の闘技者を寄せ付けない実力を誇る。ほとんどが身寄りもなく幼少期から訓練を受けた者たちだが、吉岡のように一部の者は外部から招聘されている。服装は黒スーツで統一され、本来の業務である滅堂の護衛の他、拳願絶命トーナメントの運営も行う。
ちなみに、三羽烏以下の護衛者が苗字でしか呼ばれないのは本名ではなくコードネームだからで、滅堂の「スパイ映画みたいでカッコいいから」という鶴の一声によるもの。また、ネーミングは一部の例外を除いて鳥取県の地名からとられている。
鷹山 ミノル（たかやま ミノル）
声 - 松田健一郎
滅堂の最高戦力である「三羽烏」の一角。37歳。滅堂直属の護衛にして、大日本銀行の秘書的存在。格闘スタイルはいわゆる「喧嘩殺法」。口腔マスクをしている。
「牙に最も近い男」と呼ばれており、不意打ちとはいえ王馬を一瞬で昏倒させる実力がある。王森と同じく滅堂の片腕的なポジションだが、先代滅堂の牙である王森には尊敬に近い感情を抱いている。
過去にアギトと戦い敗れた際に顔に傷を負っている。またそれが原因でアギトを恨んでいる描写がある。「滅堂の牙」の座を目指し、何度敗れても諦めない不屈の精神力は、滅堂やアギトに高く評価されている。
アギトの辞任後も次期「牙」にはならず、「コソコソ動いている奴ら」に備え滅堂の身辺警護に徹することを決めている。
モデルはプロレスラーの高山善廣と鈴木みのる。
王森 正道（おうもり まさみち）
声 - 土師孝也
「三羽烏」の一角。四代目「滅堂の牙」にして現・片原滅堂直属護衛。43歳。大日本銀行の秘書的存在。外部からのスカウト組で、滅堂の片腕的なポジション。鷹山と共にいることが多い。代替わりにより一線から退いているが、その実力は本物。
拳願絶命トーナメント3回戦を前に、滅堂から代表闘技者の座を決めるためアギトと勝負するよう指示され、戦いの末敗北したため彼を仕合に送り出す。その際にアギトの戦闘スタイルである「無形」の欠点を指摘し、彼がさらなる戦闘スタイルである「武」を手に入れるきっかけを作った。
モデルはプロレスラーの大森隆男と丸藤正道。
吉岡（よしおか）
護衛者二番隊隊長。元・暗殺者。30歳。「滅堂の牙」の座を狙いアギトと戦うが敗北、左目を失うと同時に逆に自らの「牙」を折られてしまったという過去を持つ。左目を潰される前はさらに強かったとのこと。
2回戦以降は山下商事の世話役を担当する事になったので絡む機会が多くなった。王馬の練習相手にもなり、王馬の実力に感嘆している。
左目のアイパッチは自作のもの。料理・掃除・裁縫が得意で女子力が非常に高く、山下商事の面々が滞在するペンションではその家事技能を遺憾なく発揮している。
無手の格闘が得意で、戦闘能力は王馬も認める程で強豪闘技者にも匹敵する。武器術は苦手としているが、元暗殺者だけはありどんな武器でもある程度は使えるようである。
淀江（よどえ）
スキンヘッドで細目の男。36歳。いつもにこやかだが、目は笑ってないタイプ。
片原に危害を加えようとしたハサドをあっさりと倒す実力者。しかしハサドを蹴り飛ばした際、血しぶきが王馬にかかったせいで「王馬を汚した」と激怒した桐生に監視室で日江津と共にいる所を強襲され、徹底的に「破壊」されてしまった。一命はとりとめたものの、東電のクーデターではハサドに逆襲され敗北した。
弓ヶ浜 ヒカル（ゆみがはま ヒカル）

#### 殲滅部隊
護衛者とはまた異なる独自の集団で、通称「護衛者別働隊」。護衛者の中から選りすぐりの猛者を選別した特攻部隊である。それぞれの隊員が護衛者の隊長クラスを上回る実力を有し、各々得意な戦法は異なる。「SB」と入った腕章をしており、黒スーツで統一されている。
片原 烈堂（かたはら れつどう）
片原滅堂の実子にして、殲滅部隊の隊長。21歳。アギトが「牙」の後任に推すほどの実力者。
右目が前髪で隠れており、左目は額から頬にかけて刺青のような模様が入っている。使用武術は師の三朝と同じくシラット。王馬やアギトも認めるほどその実力は高いが、本人は器用貧乏を自負しており、「徒手を突き詰めた奴には勝てない」と語っている。また父である滅堂を目標として、将来的には滅堂と同じ舞台で活動しようとしている。
スピンオフでは隠れシスコンであることが発覚し、異性に対してガードの甘い鞘香を常に気にかけている。
王馬の生存を2年間にわたって秘匿しており、『ケンガンオメガ』では彼や雷庵と共に「蟲」の対処にあたる。シスコンぶりは健在で、姉に悪い虫が付いていないか風水に確認したり、退院祝いの席で姉に接触して鼻の下を伸ばしていた光我を密かにマークしている。また八代目滅堂の牙に自分よりも適任な人物として、殲滅部隊の部下でもあり、自身の拳法の師であった三朝を推薦している。
三朝（みささ）

#### 守護者（ガーディアン）
護衛者にあやかり、東洋電力会長・速水が組織した私兵。護衛者が黒服なのに対して守護者は白服に身を包んでいる。護衛者に比べ編成期間は短いものの、ランキング制を取り入れ守護者同士を戦わせ、上位陣をランカーと称して厚遇することで練度を底上げしている。実力は高く、闘技者や呉一族をして「油断できない」「強い」と評されており、「蟲」から加入している一部の上位陣は王馬同様「憑神」（=「前借り」）を使うことが可能。総数は1000人であり、速水の真の戦力の一翼として、百人会傘下の企業の関係者を装い島内に侵入していた。トーナメント2回戦終了後に会場内で反乱を起こすが、滅堂などの勢力の手で壊滅させられる。
鬼頭 軍司（きとう ぐんじ）
声 - 西凛太朗
守護者ランキング1位。トーナメント中速水の護衛を務める守護者の片割れ。36歳。「人斬り軍司」の異名を持つ剣の達人で、並の呉一族では相手にならないほどの手練れ。東電の2回戦敗退を受け会長を見限ろうかと考えたが、龍の説得で思い留まる。
クーデター中は速水の側に控え、呉一族を斬り伏せていた。鷹山を「負け犬」と挑発して戦闘になり、一騎打ちの末に深手を負わせるも得物を奪われ、叩きのめされる。生死は不明だが、多分生きている。
龍 旼（ロン ミン）
声 - 神尾晋一郎
守護者ランキング2位。トーナメント中速水の護衛を務める守護者の片割れ。29歳。長髪で胸元に百足の刺青をした男。青龍刀（柳葉刀）の扱いに熟達しており、ガオランをボクシングの間合いに入れさせないほどの手練れ。その正体は「蟲」の潜入工作員である。「蟲」であるため王馬と同じく憑神を使用することができ、真の実力は鬼頭以上とも言われている。
2回戦の全行程終了後、D班を率いて行動を開始する。ガオランとアダムの二人を同時に相手取ってなお優位を保ち、アダムには深手を負わせた。駆けつけたコスモとも交戦するが、東電のクーデター失敗とともに速水を見限って撤退し、追っ手を2名斬殺しながら仲間と連絡を取っていた。しかし、トーナメント終了後、願流島の海岸で何者かに刺殺されているのが護衛者によって確認される。
春秋戦国時代に存在した最強の武芸者と同名だが、詳細は不明。
蘭城（らんじょう）
声 - 杉田智和
守護者ランキング4位。31歳。レイピア使いで無手の戦いも得意。その正体は「蟲」の潜入工作員である。「蟲」でもあるため憑神を使用できる。「虎の器」である王馬の回収を指示されており、医務室襲撃の指揮をとるも山下商事の面々だけは見逃そうとしたが、意識を取り戻した王馬と交戦するも、真の力を思い出した彼により叩き伏せられた。その後は収容施設に捕らえられていたが、トーナメント終了後に牢の中で夏に毒を飲まされ暗殺されていることが判明する。

#### 拳願会レフェリー
拳願仕合には基本的に反則が存在しないため、審判が果たす役割は少なく、主な仕事は仕合開始と終了の合図を出すこと。
山本 小石（やまもと こいし）
声 - 徳本英一郎
スキンヘッドで太った男。62歳。レフェリー歴21年のベテラン。仕合を止めるのはやや遅め。審判の存在が戦いを「殺し合い」から「仕合」に昇華させるという持論を持つ。後進に道を譲ろうと考えていたが滅堂から直々に慰留されたため、70歳前後までは現役を続行しようと思っている。ただ、後進を育てるのは若い田代に任せようと考えている。
15年前に行われた前回の拳願絶命トーナメントでもレフェリーを務め、今回の拳願絶命トーナメントではAブロックを担当する。
アニメ版では全試合のレフェリーを担当している。
モデルは新日本プロレスの山本小鉄。
田城 もさし（たしろ もさし）
眼鏡の中年。44歳。レフェリー歴8年。歌手、コメディアンを経てレフェリーになった異色の経歴を持つ。厳格なレフェリングに定評がある一方で、オフでは闘技者と気さくに接する。あだなはマーシーだが、拳願会ではあまり定着していない。
拳願絶命トーナメントではBブロックを担当し、決勝戦の審判を山本から委ねられた。
モデルはタレントの田代まさし。
アンナ・パウラ
拳願仕合唯一の女性レフェリー。26歳。ブラジル出身。レフェリー歴2年。決着コールは早め。日本留学中にスカウトされた過去を持ち、語学堪能なため外国人闘技者の通訳をすることもあり、ブラジル格闘界とのパイプ役としても活躍している。
拳願絶命トーナメントではCブロックを担当する。
ブラジリアン柔術の経験があるが白帯で辞めており、プライベートでは格闘技よりサッカーが好き。
チーター 服部（チーター はっとり）
後ろ髪を結った髭の男。55歳。チーターはあだ名であり、本名を知るものは少ない。元々レスリングの経験があり、闘技者として活躍していたが、怪我で引退し17年前レフェリーに転向した。仕合を止めるのが遅い傾向にあるが、本人曰く、仕合の流れを重視してのことらしい。元闘技者だけあり、実力を見極める眼力はピカイチ。拳願会のレフェリー育成も担当している。
拳願絶命トーナメントではDブロックを担当する。
モデルはタイガー服部。

### 煉獄
豊田 出光（とよだ いでみつ）
「煉獄」の主催者である資産家。49歳。戦後の土地売買で財をなした広域暴力団「豊田會」設立者の孫で、18歳で父の遺産と地位を全て放棄し裸一貫からスタートすると、わずか20年で拳願会総資産額上回る個人資産を手にし、その気になれば国を持つことのできるほどの財力をたった1人で保有する生ける伝説。
決まった住居を持たず、常に世界中を転々としている。在庫を抱える必要がなく、身一つで便利な「情報」を商品として扱う。
『ダンベル何キロ持てる？』に登場する豊田忠勝の末裔で、彼が味方の裏切りで死んだことから、裏切りを警戒して誰も信用していない。
その思考は欲望に忠実な子供そのものであるが、どんな欲求でも実現する力を持っている。裏工作や奸計を巡らせることは好まず、攻める時は常に直球。
ヘビー級格闘家に匹敵する巨体を持つが、実力的にはトップクラスにはおよばないことを自分でも認識しており、拳願仕合なら下位闘技者と勝ったり負けたり位だとされる。
直近の目標である月旅行を前に「地球を征服する」べく、手始めに拳願会を手中に収めて日本経済を完全に掌握しようとしている。金に糸目をつけず、優秀な格闘家を次々にスカウトしており、中小裏格闘技団体の主力選手を引き抜いて興行をできなくさせるだけでなく、拳願会からも闘技者を移籍させている。「煉獄」と「拳願会」の合併でアジア最大の裏格闘技団体を設立するため、1年後に双方13名の代表選手による対抗戦でどちらが吸収されるかを決めようと提案する。

#### 対抗戦出場闘士
カーロス・メデル
「黄金帝」の異名を持つ煉獄の闘士。43歳。かつて5階級制覇を達成したボクシング界の生ける伝説にして、現在でも格闘技に関わる人間なら知らない者はほぼいないというほどの著名人。母国メキシコでは神のような存在であり、「アカプルコの伊達男」の異名でも知られる。
14年前にミドル級平均を下回る小兵でありながらボクシング主要4団体でミドル級4冠を達成し、その後はひとつずつ階級を上げ、スーパーミドル級、ライトへヴィー級、クルーザー級、ヘヴィー級まで制覇するという偉業を成し遂げる。「環境」にさえ恵まれれば史上初のへヴィー級4冠王になれたはずだったが、強過ぎたため他団体のチャンプ達からさえも試合を敬遠されるようになり、加えて所属ジムが契約していた悪徳プロモーターのせいで次の試合が一向に決まらず、無念のまま表格闘技界から姿を消す。そして南米屈指の激戦区であるブラジル裏格闘技界に身を投じた後、日本の煉獄へ移籍した。
ボクシングスタイルは典型的なファイタータイプ。現役時代は階級を上げるごとに肉体を一から作り直すのが特徴で、現在は限界まで体を絞ってバンタム級程度の痩身となっており、骨格に不釣り合いな筋肉を落として極限まで軽量化したことで、攻撃力と防御力こそ低下したものの、ヘヴィー級時代のトップスピードを上回る機動力を獲得している。最小限の力で加納や黒木と同じく「気の起こり」を読んで攻撃前に回避する域に到達している。さらに新しい技術としてカポエイラを習得し、東洋武術の地功拳の要素をも融合させたことで、「打」の完成形と呼ぶべき独自の武術を編み出した。ボクシングも裏格闘技もガオランより経歴が長く、老獪な闘い方も心得ている。
対抗戦第1試合でガオランと戦い、場外勝ちとなった。仕合後にはガオランを倒せなかったことで「繋ぎ」に無駄があることが分かったため、カポエイラを一旦封印し、多少スピードを犠牲にしても打撃力を上げるべく、ひとまずフェザー級まで増量しパンチ力を補う方針を固める。
隼（はやぶさ）
煉獄のA級闘士。通称「羅亡（ラボウ）」。29歳。忍者マニアであり、時代劇のような古めかしい口調で話す。一人称は拙者で返事は「忍」。
本名アルバート・リー。シンガポール出身で、貿易業を営む資産家家庭5人兄姉の三男。元マジシャンという変わった経歴を持ち、幼少期に一時期だけ太極拳を学んでいたが、中学入学前に辞めている。
合理主義者であり、マジシャンになったのはどんなマジックもロジカルなトリックの上に成り立っているため好きだという理由から。元々はマジシャン一本では食っていけないので、副業として様々な事情によって「殺せない標的」に死以上の苦痛を与える「壊し屋」をしていたが、噂を聞き付けた裏格闘技団体「英雄故事」からスカウトされ、これを引き受けミドル級のチャンピオンまで登り詰めた。当時は相手を躊躇なく破壊する残虐さから「破壊王」の異名で呼ばれていた。だがある日、偶然見た忍者映画にハマって忍術に傾倒、我流で忍術を習得しようと試行錯誤していた時に豊田からスカウトを受け、日本の煉獄へ移籍することを決めた。
壊し屋時代に一度組んでマレーシアで仕事を受けたことがあるムテバによると、その当時で彼が知る壊し屋の中でもベスト3に入る腕前だったという。忍特有の部位鍛錬により、手足の爪は猛禽類の鉤爪のように鋭利に変形している。ただ、鋭いといっても体の表面に刺さる程度で、喉のような急所に当たっても体格差がある相手を一撃では倒せない。奥の手として薬効による鍛錬で両足の親指を毒化させており、何度も足での攻撃を当てる事で毒が相手の体内に入り込み、意識混乱を発生させる。
拳願会との対抗戦に自ら出場を志願し、豊田の意向で選手に決定する。第2試合で相対したいと願っていた忍者マスターである黒木の弟子となった理人と戦い辛勝する。試合後、黒木に立会を申し込むも、一撃で倒された。その後は治療を受けており、いつのまにか黒木を自分の師としている。
異名の「羅亡」と隼は、鳥取県にある会社名の捩り。
トア・ムドー
煉獄の闘士で、対抗戦メンバーのひとり。通称「破壊獣」。45歳。パイナップルヘアと入れ墨が特徴の巨漢。
ニュージーランド出身で、マオリ族伝説の勇者であるジョナ・ムドーの血を受け継ぐ男。東洋武術に似た思想を持つ求道者であり、自身が最強であることを天上まで知らしめるために戦っている。大戦士ジョナの末裔であることやムドーの名には興味がなく、むしろマオリの守護神とされる祖先を「過去の亡霊」として超えることを目的としている。そのために兄の反対を無視して中国裏格闘技界に身を投じて「英雄故事」の無差別級チャンピオンとなり、後に隼と同時に引き抜きを受けて「煉獄」へ移籍した。
ユリウスよりわずかに大柄な超重量級格闘家で、「煉獄の筋肉番長」「ニュージーランドの筋肉国宝」とも呼ばれる。フィヨルドランド国立公園を生身で削る身体能力の持ち主であり、パワーはユリウスに引けを取らない。一族に伝わる二虎流に似た技術に関しても一流の使い手。
第3試合に煉獄側の代表として出場し、自身と互角の重量級戦士であるユリウスに敗北する。
モデルはオールブラックスの伝説的WTBジョナ・ロムー。

弓ヶ浜 ヒカル（ゆみがはま ヒカル）
煉獄のA級闘士。元六代目「滅堂の牙」であり、「裏切りの牙」の異名を持つ。23歳。
かつては大日本銀行に所属する若手の護衛者であり、アギトの引退後に平の隊員から一気に抜擢され滅堂の牙となり、先代に劣らない実力と目されていた。だが、滅堂の牙になる前から煉獄に内通しており、間も無く滅堂を裏切って、よりファイトマネーが高額な煉獄に移籍する。出奔する際に三朝の元部下だった5番隊の安長を殺害している。なお本人は移籍するまで騙しきれていたと思っているが、実際には滅堂、王森、鷹山らは裏切りを勘付いた上で、反骨心のある若者が好きな滅堂の意向で見逃されていただけであり、将来裏切る者を「滅堂の牙」に任命するべきではないという忠告を押し切って滅堂が指名した。
武身一体となった「武器人間」であり、「武芸百般」を自称し様々な武器術を素手に応用した独自の拳法を操る。大柄な体格に見合うだけのパワーを有し、長身のわりに敏捷。高名な武芸者に取り入っては奥義を盗んで我が物にすることから、「コレクター」の通称でも呼ばれている。牙に上り詰めただけあって煉獄基準でもトップクラスの実力者ではあるが、頂点に立っているわけではない。歴代滅堂の牙の中では間違いなく最弱で、選出理由は成長性と野心だったが、煉獄に移籍した時点で慢心して成長は止まっていた。複数の流派を習得しているものの、技術どうしの連携や応用は不得意としておりロロンからは節操なく技術を取り込み過ぎたと酷評されている。
自らを「搾取する側」と捉え、他人を全て「踏み台」「ゴミ」と見ている。
対抗戦第4試合で三朝に敗北する。
ナイダン・ムンフバト
対抗戦メンバーのひとり。通称「オルドスの鷹」。26歳。
1年前から煉獄に潜入している「蟲」の一員。「頭領」直属の兵隊であり、右前腕部にムカデの白タトゥーを入れているが、夏らと異なり普段は見えないが力むことで浮き出てくる仕様になっている。他の「蟲」のような「なりすまし」ではなく、ナイダン・ムンフバト本人である。
孤児として生き、15歳の時に自らの希望で蟲に加入、モンゴル相撲の達人であったジャダンバの元で修行を積む。3年間の「基礎鍛錬」をただ1人突破し、6年後、相手のバランスを崩し力を分散させる技「力（フチ）」と俯瞰の視点を自由自在に発動する技「天空の眼」を会得。最後の試練で実力を示して正規兵の座を勝ち取るためにジャダンバと立ち会いをするが用済みになった彼を殺害、頭領直属兵へと昇進した。同じA級闘士であった劉とは特に親しい友だった。
使用武術はモンゴル相撲。「天空の眼」で見極め「力」で倒すのが基本戦術。組技専門格闘士特有の「粘りつくような筋力」と独特の「響く打撃」が持ち味。打たれ強さも並ではなく、ボディに膝蹴りやラッシュを受けてもビクともしない。動きは機械のように正確無比で、一切の無駄も隙もない。
対抗戦第5試合に出場し、龍鬼と戦うために自ら「蟲」であることを明かす。龍鬼により致命傷を負い、さらに任務の仕上げとして自分自身で止めを刺す。「未来が繋がった」と龍鬼を祝福して「繋がる者」として自分達を導くよう頼み、試合場に上がってきた劉にニコラに気をつけるよう忠告した後、絶命した。
呂 天（ルゥー ティエン）
煉獄A級闘士。通称「三鬼拳「百足」」。
香港出身で、地元では知らぬ者がいないほどの拳法家。三鬼拳随一の実力者と言われている。
その正体は桐生を鍛えた「もう1人の十鬼蛇二虎」による「蠱毒房」を生き抜いて正式な弟子となった「蟲」の上級戦闘員であり、タトゥーは舌に入れている。ナイダン同様「なりすまし」ではなく、本人のままで煉獄の闘士として溶け込んでいた。
二虎流を切り捨て全てのリソースを「無形」に費やした「第二世代」。表向きの流派は五王拳だが、真の戦闘スタイルは二虎から受け継いだ「無形」であり、「無形」と「武」のどちらも不完全だった加納に対し、「無形」の技術のみを極めている。さらに、二虎流が「手詰まり」だと考えた二虎の意向で、エドワードから呉氏の「鬼魂」を伝授されている。
対抗戦第6試合で加納に敗北した。対抗戦後は蟲のアジトで匿われていたが、アジトを襲撃してきた阿古屋と闘い負けて死亡した。
アラン・呉（アラン・ウー）

嵐山 十郎太（あらしやま じゅうろうた）
対抗戦メンバーのひとり。「柔王」の異名を持ち、ドネアに比肩する実力と言われていることから「双王」の一角と称される。
16歳の時に柔道日本選手権100kg超級で初優勝し、18歳で3連覇を成し遂げるも、強くなり過ぎて高みを目指す意義を見失い、如何なる大会にも出場しなくなる。しかし、「絶望」の最中にいた19歳のころ、ニュースで見た当時12歳の目黒正樹が自分を脅かす宿敵になると直感、それからは目黒と戦うことを目標とすることで活力を取り戻し、20年前、弱冠20歳で柔道世界選手権100キロ超級を制した。同年、目黒が連続殺人犯となったと知ると、失踪した彼を追うように姿を消し、以降15年間は世俗を捨てて山中に籠り修練に没頭し、15年目からは対人稽古を解禁して煉獄に参戦し、己の柔を極限まで研ぎ澄ましてきた。そして2年前に目黒の死を知るが、試合で速水が見せる武才から「速水正樹は2年前に死んだはずの目黒正樹そのものである」と確信を抱く。
戦闘スタイルは柔道。なんでもありの場で柔道一本を貫いており、一切打撃技を使わないのが弱点であるが、愚直なまでに我を貫き柔道のみに全てを注いだ経験こそが最大の強みでもある。表舞台を去ってから20年に渡って投げ技を追求し、アギトですら模倣は不可能だと断言する程の、皮膚の摩擦だけで相手を投げる技「振り」を生み出している。不殺に加えてダウン制により投げ技からの追撃を禁じられる煉獄ルールとは相性が良くないが、如何なる条件であろうと勝つことこそが真の勝者の証だという考えから、自分の強さがルールに左右されている時点で未熟だと感じている。
対抗戦第8試合で速水と戦い敗北する。
対抗戦後は拳願会に移籍する。当時は電撃的な移籍発表だったという。拳願仕合では15戦無敗。リアルチャンピオントーナメント出場権獲得をかけてアギトと対戦する。
ニコラ・レ・バンナ
煉獄A級闘士。通称「パリの死神」。甘いマスクを持つことから、煉獄屈指の人気闘士でもある。
元はフランス軍人で、存在も活動内容も最高機密の特殊部隊に所属していた。聡明で、目立つことが好きな性格をしていて、格闘能力は部隊随一、武器の扱いも右に出る者はいなかった。しかし6年前、ある国の紛争地帯に派遣された際、民間人の大量虐殺、および仲間の隊員全員の殺害を実行し、裏社会を隠れ蓑にするために来日、裏格闘技界に身を置いた。
戦闘スタイルはフェンシングにフランスの格闘技サファーデの動きをミックスさせた創作武術「殺破手」。両手を広げた長さが191センチメートルとリーチが長いため、フェンシングとの相性は良い。さらに最高反射速度は人間の限界を超越し、本気で先手を取りに行けば防げる者はほぼ皆無と言っていい。殺すためにしか本気を出せないせいで殺しが厳禁の煉獄での戦績は芳しくないが、ハマった時は強く瞬発力ならA級上位陣に匹敵するという。
同じ煉獄側の闘士であっても本来は敵同士という考えから仲間意識はほとんどなく、チームもあくまで対抗戦限定というスタンスで、人間関係に対して非常にドライ。
実際にはニコラ本人ではなく、正体は彼と同じ部隊にいた親友のジャン・リュックという男。軍でのキャリアを捨てて自ら地獄行きを志願したニコラのことを真の勇者、自分の世界の主人公として崇拝していた。だが、ニコラが大量虐殺を行った日、戦いの末にニコラを殺してしまい、ニコラが死ぬわけがないという思いから、「死んだニコラがジャンであり、生き残った自分こそがニコラである」と考え、以降はニコラとして生きるようになる。
対抗戦第9試合で阿古谷と戦い、殺し合いに発展したため没収試合となる。
劉 東成（リウ ドォンチャン）
煉獄の闘士。対抗戦出場選手。28歳。「三鬼拳「大蛇」」の異名を持ち、煉獄闘士および現在の三鬼拳では一番の古株で、煉獄には設立されて間もないころから参戦している。語尾に「〜ネ」「〜ヨ」と付ける。飄々とした性格で、勝てそうな試合に出場しようという言動を隠さない。良家の生まれだが、政争の道具にされたことに嫌気が差して裏格闘技界に身を投じた。出光の元に自ら赴いて煉獄に入りたいと言い、煉獄のデビュー戦の相手には煉獄で1番強い相手を要望してロロンと戦い完敗を喫した。また金銭感覚は普通で、普段は安アパートに住んでおり、金田の隣人である。
陽氏鋼拳、洪家八卦掌など、5つの流派を体得した台湾武術界の天才拳士。父親には幼少期からしごかれており8つの武術を掛け持ちし、内5つは奥義まで到達している。一方で体格には恵まれておらず、感情の起伏が大きすぎて冷静さを欠きやすいという弱点はあるが、才能についてはロロンと渡り合えるほど。
ナイダンに対しては強い仲間意識を持っており、彼からも「良い人間」として見られて互いに友情を感じていた。あくまでビジネスマンであるという考えから、彼が試合で龍鬼と互いに殺し合いに発展しかねない程の猛攻を繰り広げた際には必死で静止していた。ナイダンを殺した龍鬼に強烈な殺意を抱き、彼を殺そうと襲いかかるが、双方の参加者から制止される。対抗戦自体が有耶無耶になればナイダンの死が無駄になるため一旦は矛を収めたものの、対抗戦後には龍鬼を殺すことを決意する。
第10試合で徳尾と戦い勝利する。仕合後には頭が冷静になったので龍鬼を殺すことはしないと断言するが、ナイダンの死に関しては割り切れないと口にした。
赫（てらし）
対抗戦メンバーのひとり。通称「音無の悪夢」。
仮面で顔を隠した正体不明の闘士で、飛によれば中国では有名な殺し屋と同名とのこと。無機質な風貌に反して饒舌で、お笑い好きという一面もある。
元は煉獄に吸収された国内第三位の規模の裏格闘技団体「毘沙門」からの移籍組で、毘沙門では殆ど試合をしておらず、煉獄でもB級で1試合しかしていないなど試合実績が殆どなく、勝率的にはメンバーで最弱だが、B級での試合を見た豊田が代表に抜擢した。
英によって脳の改造と整形手術を受けており、寒さで体温が下がった際に身震いで熱を発生させ、体温を保とうとする生理現象「シバリング」を常人の15倍に上る毎分3000回にまで増幅させている。これにより掌に触れただけで相手の身体を破壊することができる。
飛 王芳（フェイ ワンファン）
煉獄の闘士。「三鬼拳「蝦蟇」」の異名を持つ。対抗戦出場選手。
四川省出身の壬氏太極拳使い。2年前に煉獄に参加し、当時の三鬼拳だった闘士を倒してその座を奪う。
自身はあくまでスポーツマンであると考えているので、リング禍のリスクは覚悟しているものの、殺し合いは割りに合わないと公言している。
ロロン・ドネア
対抗戦メンバーのひとり。対抗戦前年に行われた「最強闘士決定戦」の覇者で、「キング」の異名を持つ「双王」の一角。
拳願会基準でも最強クラスと見られ、身のこなしが別次元で、王馬から「人の形をした怪物」と評されるほど別格の強さを持つ。
レフェリーの判断で第9試合が没収試合になると、戦いをやめない阿古谷とニコラを止めにリングに上がり、乱闘となって、消耗していたとはいえ2人を同時に一蹴するほどの強さを見せた。

#### A級闘士
ホセ 神崎（ホセ かんざき）

#### 煉獄レフェリー
椎名 ありさ（しいな ありさ）
煉獄のMC兼レフェリー。黒髪美白の女性。25歳。対抗戦のレフェリーとしては主審にあたり、出光から試合のルール違反などに関する最終判断を委任されている。

### 呉氏（ウーし）
呉 黒（ウー ヘイ）
推定5000年前の中国大陸に突然現れた「始まりの呉」。殺戮の限りを尽くし、夥しい返り血を浴びた眼は黒く染まっていたという。本人は死亡しているが、人格は秘術「回生」によって5000年間受け継がれ、現代では「征西派」のアラン・呉に宿っている。

#### 呉一族
呉 迦楼羅（くれ かるら）
声 - 黒沢ともよ
通称「天魔」。 16歳。呉一族当主・呉恵利央の曾孫で、東京在住の女子高生。
一族の中でも若い方だが、潜在能力の解放率は85%とかなりの実力者で、仮に拳願仕合に女性部門があれば無敵の女帝として君臨できるほど。
王馬の実力を目の当たりにして一目惚れ。昔から宗家の役目は強い子を産むことだと教えられていたせいで出会い頭に求婚し、その後も何かと王馬を追いかけ回している。このため、王馬からすれば二虎とは違った意味で苦手な相手で、遭遇するたびに逃げ出すか居留守を使うかしていたが、呉一族の治療法を受けたのを契機に多少は慣れた模様。
願流島で知り合ったエレナとは年が近いこともあってすぐに親友になっており、島内では基本的にいつも一緒に行動している。また、エレナの兄を治療した英達や王馬の関係者である山下商事の一行とも仲良くしている。
『ケンガンオメガ』では大学生になっており、一夫と王馬の再会後に家族で呉の里に帰省している。
モデルはキーラ・グレイシー。
呉 恵利央（くれ えりおう）
声 - 千葉繁
呉一族当主。通称「強魔」。91歳。かつて片原滅堂の闘技者を務めていたこともある老人。年齢に見合わない迫力を持つ。一族の長としての風格と落ち着きを併せ持つが、一族を舐める者や侮辱する者は決して許さない。現在は「呉の里」の忍者屋敷のような邸宅に暮らす。
曾孫馬鹿と称されるほどカルラを溺愛しており、彼女の周囲に男の影が少しでもちらつけば錯乱してしまう。若いころはかなりの親馬鹿でもあった模様。
20歳前後のころ、終戦後闇市を仕切っていた滅堂の暗殺を依頼されるが、紆余曲折を経て拳願会員となった彼の闘技者を務めることとなる。初代「滅堂の牙」としてキャリアを積み、ある闘技者との戦いで初めて敗北を経験したことを機に一族の元へ戻り、「外し」をはじめとする一族の秘伝の数々を習得し当主の座を手に入れる。滅堂が自らの命をかけて挑んだ拳願絶命トーナメントで重傷を負いながらも優勝し、彼を拳願会会長の地位まで導いた。以降も滅堂とは交友が続いている。
現在カルラが熱を上げている王馬のことは大嫌いだが、クーデター鎮圧後は徐々に彼を認めつつあり、渋々だが呉一族秘伝の治療を施すなどの歩み寄りも見せている。トーナメントで準優勝した王馬の強さを認め、遂に涙ながらにカルラとの結婚を承諾する。
トーナメント後に心臓移植で命を拾った王馬を「呉の里」にある屋敷で面倒を見ている。対抗戦では拳願会と協力する姿勢を見せていたが、一族の面子を汚したエドワードを処分するために拳願会との契約を破棄し、呉氏宗家と連合軍を組んで蟲と征西派の討伐を目指す。
モデルはエリオ・グレイシー。
呉 雷庵（くれ らいあん）

呉 風水（くれ ふうすい）
声 - 鈴木美園
雷庵の妹。通称「魔弾の射手」。19歳。どんな仕事もこなせる呉一族の優等生。遠い親戚の変造と仲が良い。自分の兄を「イカレてる」と評するドライな性格。解放率は28%。皇桜学園に通う大学生。恵利央から真の依頼主である健蔵を監視するよう命じられる。齢の近い迦楼羅とは仲がいいが、よく会話の内容にすれ違いが生じている。迦楼羅一家と同じく、東京在住。
『ケンガンオメガ』でも拳願会と関わっており、呉一族の窓口担当をしている。王馬の生存や雷庵が行方不明ではないことを秘匿していた一人だが、山下たちに秘密にしていることに後ろめたさを抱き続けており、王馬には「兄貴と違って良い奴」だと思われている。なお、競走馬感覚で王馬の遺伝子を狙っている節がある。

#### 宗家
呉 星（ウー シン）
中国大陸の暗殺一族「呉氏」の宗家。拳願会と煉獄の対抗戦に招かれており、外部に流出した技術とはいえ一族の秘伝「鬼魂」を使った呂がまるで相手にならない加納の実力に驚愕する。

#### 征西派
エドワード・呉（エドワード・ウー）
1300年前に呉氏宗家から分岐した「征西派」を束ねる巨漢。呉一族を「紛い物」と呼ぶ。秘伝「回生」によって5000年前に生まれた「最初の呉」である呉黒の人格を宿した五人のうちの一人。
遥か昔から「蟲」の協力者であり、夏たちと組んで行動している。呉氏および呉一族との共同作戦であった蟲討伐の際に裏切り、呉陸斗を殺害している。また、「もう一人の二虎」からの頼みで禁術である「鬼魂」を呂に伝授した。
初登場は『ケンガンアシュラ』最終話。『ケンガンオメガ』では、目障りな呉一族が対抗戦で拳願会に付くと見て、居場所を転々としている豊田を見つけ出し、「紛い物」を処分するために煉獄側の代表選手枠を1つ要求し、アランを出場させる。対抗戦時は神殺ドームにVIPルームを用意されているが、ドーム地下の巨大温水プールから試合の中継映像を鑑賞している。
対抗戦が終わった直後に裏で進んでいた呉一族との決闘で恵利央と相討ちになる形で死亡。この時既にクローンに回生を済ませていた。
アラン・呉（アラン・ウー）
対抗戦の煉獄側メンバー。通称「殺戮王」。
秘伝「回生」によって5000年前に生まれた「最初の呉」である呉黒の人格を宿した五人のうちの一人。「征西派」特有の宗家や呉一族より大柄な体格を誇り、完全な「鬼魂」を使うことができる。
征西派の中でもとりわけ危険な男の一人で、手にかけた宗家の人間の数はエドワードよりも多い。豊田との直接交渉でエドワードが獲得した参加者枠を利用してメンバー入りしている。
対抗戦第7試合で雷庵と戦い死亡。フライングや凶器の使用未遂など複数の問題行為はあったものの、試合としては雷庵のルール違反により反則勝ちとなる。
ギルバート・呉（ギルバート・ウー）
エドワードの死後に征西派を仕切ろうとしていた叔父のハワードに反旗を翻し実権を握った青年。正体はエドワードのDNAに改良を加えて造られたクローンで、回生も済ませている。
生前のエドワードの意向で回生をしたのは彼の記憶と戦闘技術のみで呉黒の人格は宿していない。1年後に呉一族と呉氏連合軍の襲撃を難なく撃退したことが語られている。

### 蟲
申 武龍（シェン ウーロン）
「繋がる者」と呼ばれる男。頭領の夏厭ですら彼の前では傅く。拳願会関係者と出会った際は偽名として「ジャッキー・リー」と名乗る。
臥王鵡角によると1300年前に当時の申武龍が蟲と接触し、頭領との一騎討ちに勝って蟲を傘下に組み入れた。その後彼らと対立していた呉氏を返り討ちにして3つに分裂するきっかけを作っている。現在の申武龍は先代のクローン。
夏忌を倒した光我に興味を抱き会ってみたいと思い、厭と共に忍び込むも光我を忘れ、ビールに興味が移っていた。
その後、戦鬼杯の本戦トーナメントの観戦に訪れ、偶然山下一夫の隣に座った事をきっかけに丈二とも意気投合し、飲み食いしながら選手達の闘いを楽しく観戦する。しかし準決勝の光我と龍鬼の試合では龍鬼を見て酷いものと感じ、試合終了後に「他人」に憤りを感じつつ、会場を後にする。その後、「中」に入り、龍鬼を取り返すため臥王鵡角と接触、戦闘となるが圧倒的な力の差で完封、殺害する。その後も丈二と共に飲み食いしつつ、拳願会の試合を観戦するなど親睦を深める。蟲の宣戦布告の際には会場護衛の兵達を軽々と全員無力化しており、乃木の隠し球だった、英の殺人ウイルスを知ると、厭が死ぬと困るからと乃木からの拳願仕合の提案を了承した。
夏 厭（シァ ヤン）
「蟲」の頭領で、夏忌の弟。頭領は繋がる者からの指名。繋がる者に振り回される苦労人だが、加納アギトを相手に勝てると算段をつけれる実力を持つ。
冷静沈着かつ掴みどころのない性格で、常に飄々としており、テロ組織のボスらしく冷酷かつ無慈悲。繋がる者の『遊び相手』『友人』として接している。一方で何処までも自由人で予測不能な行動を取る、繋がる者の行動に激昂する場合もあり、敵側の山下一夫達からは「敵ながらお気の毒に」「この人（ 申武龍）の部下、ストレスで死にそう」などと言われている。
夏 忌（シァ ジー）
「蟲」の極東本部長で、幹部と同等の権力を持つ。年齢不明。右手の甲に虫のタトゥーを入れた長髪の男。蟲の頭領になるという野望を持ち、二虎一派とは対立している。
袖に仕込んだ長い針状の暗器の扱いを得意としている。実力は低いが、雷庵の手加減なしの攻撃を受けて生き延びただけでなく、王馬、雷庵、烈堂の3人を相手に気配を察せられることなく逃げおおせるなど、底知れない能力を持つ。若槻程ではないが超人体質で天才的な武術の才能を持つが、病的なまでの臆病さと格闘家としての意識の低さ、才能にかまけたことによる鍛錬嫌いによって才能を活かせていない。
『ケンガンアシュラ』最終話で初登場し、秘かに願流島に侵入し護衛者の監視を掻い潜って、拘束されていた蘭城を暗殺した。
『ケンガンオメガ』では、弟子達に拳願会所属企業の社員や闘技者の顔に整形手術を施し、拳願会に潜入させ龍鬼をマークさせていたが、龍鬼に全員殺害されてしまう。一夫が「蟲」の情報に触れたその日に、大勢の弟子を使って彼と光我を襲撃するが、駆けつけた王馬と雷庵に返り討ちにあい、逃走し復讐を誓う。その後、王馬を確保するために神殺ドームに姿を現しエドワードに協力を請うが結局失敗する。2年後に浮浪者として日本に潜伏していたが、拳願会の監視下に置かれていたことに気付いた蟲上層部の判断で拳願会と接触するよう命じられる。2年で更に成長した光我とのリベンジマッチを経て、拳願会の監視付きでどちらの勢力からも見放された。
もう1人の十鬼蛇二虎

龍 旼（ロン ミン）、蘭城（らんじょう）

ナイダン・ムンフバト、呂 天（ルゥー ティエン）

#### デスディーラーズ
申 羅漢（シェン ローハン）
民間軍事会社デスディーラーズCEO。世界各地に点在する蟲の拠点を壊滅しているため各国政府から感謝されている。
正体は繋がる者のクローンの一人。蟲の拠点を潰しているのは蟲と敵対しているという第三者への印象付けと蟲上層部の意向で肥大化を抑えるため。

#### 我王（ウーワン）
臥王鵡角 / 龍秀
蟲の下部組織「我王（ウーワン）」最後の生き残り。

### 臥王鵡角と7人の十鬼蛇二虎
臥王 鵡角（がおう むかく） / 龍秀（ロン シウ）
古流柔術「臥王流」最後の継承者にして本来の二虎流の創始者。圧倒的な武力でかつて「中」の統一を目論んだが、孤軍奮闘を30年続けても野望の達成には至らず、野望を次世代に託すため「中」の子供達を弟子に取り、「中」の人間であることを印象付けると同時に1人のカリスマとして伝説を作るという目的で全員に「十鬼蛇二虎」の名を与える。有力組織が二虎の排除に本腰を入れ始めたころに奥義の伝授を行うため餓鬼ヶ原樹海へ向かうが、五と六（もう一人の二虎）の造反により四（王馬の師匠の二虎）と六、生死不明の三を除いて死亡。六の裏切りにより二虎流が蟲に流出したため計画は頓挫。自らも姿を消す。
『ケンガンオメガ』では王馬と同じく「繋がる者」のクローンとされる龍鬼の祖父として臥王流を伝授し育ててきた。その中で「繋がる者」のクローン製造施設を壊滅している。「蟲」と敵対しており、龍鬼には「蟲は悪なので、皆殺しにしなければならない」と教え、「殺し方」として臥王流を指南した。その実力は、老いてなお闘技者トップクラスである阿古谷に比肩し、蟲の当主直属兵を苦戦せずに殺せるほど。烈堂によると正体は1940年代の中国で壊滅した少数精鋭の犯罪組織「我王（ウーワン）」最後の生き残り。
かつての名は龍秀。「蟲」、「征西派」と共に繋がる者の配下だった組織の一つ「龍の一族」の最後の生き残りで「繋がる者」を倒すために名を隠して「我王」を立ち上げ、その後日本に渡り、現在では継承者もいない名も無き武術をロンダリングして古流柔術「臥王流」としてでっち上げ、それをもとに二虎流を創始した。「中」に潜入した現在の「繋がる者」こと申武龍に敗れ死亡した。
十鬼蛇 二虎（ときた にこ） / 四（ヨン）
声 - 藤原啓治（Season1、スマスロ）→森川智之（Season2）
表向きは二虎流の創始者と見られる人物。故人。孤児であった王馬とある一件で出会い、半ば強引に師匠兼親代わりとして彼を育てた。おおざっぱな性格で人を小ばかにしたような口調だが武術に対する信念は強く、「武」に正解はなくはあくまで間違えないための「歩き方」でしかないと考えている。呉一族のような強者と戦うことを前提とした指導を王馬に施しており、工夫次第で自分より強い相手でも倒す上で必要な「武」「技」の重要性を説いていた。
体当たりでコンクリートを粉砕し、技で拳銃の弾丸の軌道を変える、作中でも飛び抜けた実力を持っていた。拳願仕合の行われる裏世界でもかなり有名な人物であるらしく、デビューした王馬は「“十鬼蛇二虎”の後継者」として名前が知られるようになる。
10年前、「憑神」で命をすり減らす弟子に「絶氣」で背骨を歪めて「枷」をはめ、本来の実力を発揮できないようにしていた。その直後、王馬に「憑神」を教えた「もう一人の二虎」と戦って重傷を負い、傷が癒えないまま平良と決闘したことで命を落としている。
7人いた「十鬼蛇二虎」の生き残りの一人。師である鵡角からは四と呼ばれていた。餓鬼ヶ原樹海で奥義を習得する際に起きた五と六（もう一人の二虎）の寝返りの際は五と戦っている。生前は黒木とも面識があり、彼の協力で二虎流を完成させる。
なお、夢や幻覚で登場する二虎は二虎本人ではなく、王馬の深層意識が二虎の形を借りて現われたものである。
もう1人の十鬼蛇二虎 / 六（ロク）
声 - 高木渉
かつて王馬に「憑神」を、桐生に二虎流を教え、加納や呂を弟子として育てた人物。王馬の師匠である十鬼蛇二虎（四）とはかつて同門だったと桐生に語っており、鵡角から二虎流を学んだ「十鬼蛇二虎」のうちの1人で六と呼ばれていた。奥義として「憑神」「降魔」を開発するも、「手詰まり」で今のままではこれ以上の進化は望めないと考え、究極の技法たる「無形」が完成したことで二虎流を捨てたとされる。
「蟲」の仲間であり、東電の守護者に潜り込んでいた龍や蘭城と関係がある。また23年以上前から、完全な密室に複数の弟子達を閉じ込めて殺し合わせる「蠱毒房」を実施し、生き残った者は正規戦闘員として取り立てていた。これの生き残りが加納や呂である。
13年前、十鬼蛇二虎に憎悪を抱いていた桐生に「悪魔を倒す技」として二虎流の技を教え、その後平良を師匠として紹介した。それから3年後には奥義を習得したばかりの王馬の元に現れ、彼を圧倒した後に「憑神」を使用できるようにした。王馬に二虎が「枷」をはめた直後に現れ彼と戦い、桐生によればその際に二虎へ致命傷を与えたものの自らの命を落としている。だが10年の時を経て憑神を使う者が現れたことから、王馬はその死に疑念を抱いており、現在も蟲の上層部として生存している。
奥義修得のため餓鬼ヶ原樹海に出向いた時には蟲と繋がっていた。
一（イチ）、二（ニ）、三（サン）、五（ゴ）、七（ナナ）
臥王鵡角から十鬼蛇二虎の名を与えられた男たち。五は餓鬼ヶ原樹海に向かった時には蟲に寝返っていた。三以外は死亡が確認されている。

### その他登場人物
平良 厳山（たいら げんざん）
声 - 山路和弘
十年前に十鬼蛇二虎と決闘して勝利した人物。通称「螺旋」。狐影流宗家の血を引いており、失伝しかけていた流派を復興させようと活動していた。友人の黒木によると弟子思いであったらしく、桐生の才能を見込んで弟子にとって鍛えていた。目の前で師匠を殺されて呆然とする王馬に強くなるよう示唆、「『戦場』で待つ」と言い残してその場を立ち去る。
その後、王馬とは対戦することなく、師匠越えを果たした桐生に裏切られ重傷を負わされる。その後の経緯は不明だが、桐生は「殺した」としている。
王馬が拳願仕合に参加したのは彼を追ってのことであるが、実際には別の裏格闘技「デスファイト」に参加していた。王馬は二虎の仇討ちとして彼を探していたらしいが、桐生が彼を殺したことで10年間の努力が無に帰してしまう。
山下 康男（やました やすお）
山下家の二男。20歳（ケンガンオメガ）。高校を中退し、夜遊び仲間と暴走族「愚乱帝悪（グランディア）」に入り、上納金のために父親の財布から金を抜いていた。自分が所属していた暴走族のメンバー100人以上を王馬がたった一人で全滅させたのを見て自分とは棲んでいる世界が違うことを悟り、真面目に生きることを決意。更生して建設現場で働きながら定時制高校に通うことになる。
2年後の『ケンガンオメガ』でも建築系の仕事は続けている。拳願会および拳願会内部での父親の役職についてもある程度事情を知っており、父親が実家に連れてきた同年代の同居人2人とも仲良く生活している。
エレナ・ロビンソン
声 - 日高里菜
茂吉の異母妹。美少女で周囲の男達から狙われているが、その度に茂吉が圧を飛ばすため言い寄られることは無い。純粋な性格で、兄の勝利をひたむきに願っている。カルラとは歳が近く友人になった。
トーナメント後はイギリスに帰国して兄のリハビリを助け、2年後に闘技者に復帰した際には再び来日に同行している。
ラルマー13世
声 - 岸尾だいすけ
弱冠20歳にしてタイ王国財政界の王。片原滅堂と渡り合える数少ない人物。普段から象に乗って移動し、供を大量に引き連れており、庶民の一般常識に疎い。ハサドとは彼が王子として国にいたころからの知り合い。
飯田の野心を気に入り、自身の懐刀であるガオランをトーナメントに出場させる。トーナメント2回戦では滅堂と個人的な賭けをし、護衛者が驚くほどの金額を軽々と賭け金とした。ガオランとの関係は良好で公私共に付き合いがあり、忠臣として最も信頼しているだけでなく、彼を内心で「兄」と呼び、自らを「出来の悪い弟」として接している。

### 『求道の拳』からのゲストキャラクター
暮石 光世（くれいし みつよ）
声 - 近藤隆
『求道の拳』の登場人物。通称「怪人」。26歳（『求道の拳』第1部）→34歳（ケンガンオメガ）。鳥取県出身で5人兄姉の末っ子。
「Cage Fight」を主戦場とし5階級制覇を成し遂げたMMA（総合格闘技）プロ選手で、六真会館オープントーナメントにて本戦3回戦まで進出した実績を持つ。
自我が芽生えた時から既に生きとし生ける全ての物が骨の集合体にしか見えなかったらしく、幼少時より骨に異常な執着を持つ。関節技は超一流で、打撃技術も非常に高い。
趣味が高じて柔道整復師となり、他にも国家資格をいくつか所持している。MMAの報酬では食べていけないため、御茶ノ水でクレイシ道場と暮石整骨院を経営している。好青年だが言動の端々に狂気があり、周囲からは道を踏み外さなくて良かったと思われている。
『ケンガンアシュラ』本編から5年ほど前にヤクザと喧嘩をして殺されかけていたコスモを救い、弟子に取る。自身を「超天才」と評しているが他人のために戦うのは性に合わないらしく、自らが通うジムの後輩である西品治から闘技者になるよう依頼されても断っており、代わりに弟子のコスモを闘技者に推薦している。弟子の仕合を見に絶命トーナメントにも観戦に現れ、蔵地と久々に再会する。トーナメント後は、日本に残留したアダムにも格闘技の猛特訓をつけている。
『ケンガンオメガ』では蔵地の頼みで光我の修行を超日本プロレスから引き継ぎ、アダムに指示して「脱力」の感覚を学ばせるためにスケート修行を行わせる。その後、修行の合間に光我の名字から後述の成島丈二との関係を考え、彼の元へ案内する。
蔵地 駆吾（くらち かるご）
声 - 吉田真澄
『求道の拳』の登場人物。超日本プロレス所属のプロレスラーで「超日三銃士」の一人。通称「プロレスの神様」。40歳（『求道の拳』第1部）→ 48歳（ケンガンオメガ）。
関林にとっては大先輩にあたり、入門時から厳しく稽古をつけていた。かつて六真会館オープントーナメントに出場した際に自身の信念を貫きすべての攻撃を受けきるが3回戦で敗退。そのときに残した「プロレスラーがプロレスを信じなくてどうすんだ？」という言葉が以降の関林のプロレスに対する考え方に大きな影響を与えることとなった。
絶命トーナメントの観戦にて久々に暮石と再会。トーナメント後は、関林とともに新弟子になった春男を鍛えている。また、『ケンガンオメガ』では超日の修行に参加した光我の面倒を見る。
モデルはカール・ゴッチ。
ホセ 神崎（ホセ かんざき）
「エル・ニンジャ」のリングネームで活動する覆面プロレスラーで、煉獄のA級闘士。通称「四次元ラティーノ」。27歳。『求道の拳』第2部時点では「リアルジャパンプロレス」に所属していたが、団体の消滅に伴い「超日本プロレス」へと移籍した。なお、誕生日が死者の日なのでスカル風のマスクを使っている。
父親がルチャリブレの名手で、暮石曰く「ラテン系サラブレッドプロレスラー」。ムーンサルトからオーバーヘッドキック2連を放つなど驚異的な身体能力を持ち、鍛え上げた筋肉は非常に硬い。ただ、体内時計の精度がイマイチで、プロに必要な時間感覚が鈍い。設定ではエル・ニンジャとホセは親友で、メキシコ出身であること以外のプロフィールは不明ということになっており、ホセとニンジャとでファイトスタイルも変えている。
闘技者になるために超日へ修行に来た光我の卒業試験の相手を務めた。その後、対抗戦を3ヶ月後に控えたころ、龍鬼対阿古谷の仕合と同日に行われた弓ヶ浜との試合に敗れ、弓ヶ浜の右腕を破壊したものの意識不明の重傷を負う。一時は再起が危ぶまれるほどの重体だったが無事に目を覚まし、3ヶ月後には退院を待つ状態まで回復している。
成島 丈二（なるしま じょうじ）
『求道の拳』の登場人物。フルコンタクト空手団体「六真会館」の師範であり、かつては3強の一角と呼ばれた男。通称「毒蛇」。34歳（『求道の拳』第1部）→ 42歳（ケンガンオメガ）。空手4段（『求道の拳』第1部）→6段。若槻は元同期にあたる。
山籠り中に遭遇したヒグマとの戦闘で左目をほぼ失明しているが、理屈は不明ながら極端に視野が広がっている。なお、左目についた疵は夫婦喧嘩の時に妻に負わされたもので、ヒグマとは無関係である。「競技ではなく、より純粋に空手を極めるため」に数年前から試合に出てはいないが、実力はますます増している。打撃の技術では暮石のはるかに先を行っており、拳1つ分リーチが短いというフルコン空手の弱点を感じさせない強さを持つ。
光我の父親のはとこで「オジさん」と呼ばれている。また光我に六真会館を紹介し入門させた恩師にあたる。喧嘩で破門となった光我は丈二の顔を潰すことになったと考えており、当初は合わせる顔が無いとしていたが、気にしてはおらず暮石の紹介で顔合わせし、組手を行う。それ以後は闘技者を目指す光我の師匠の一人となる。本作ではかなりマイペースな一面が描かれており、そのズレた面は光我らにツッコミを受けている。
その後は対抗戦や戦鬼杯等にも顔を出すようになる。その戦鬼杯で偶然出会った申武龍(繋がる者)とは意気投合、飲み友達として交流を持つようになる。その後も光我の拳願仕合には顔を出し、若槻から苦言を言われるも、「甥っ子の授業参観」と返す。蟲の宣戦布告の時には武龍から自身と闘うかと聞かれるが、「飲み友達は殴れない」とこれを拒否した。その後も飲み友達として申武龍との関係は続いている。

## 用語
拳願会
御用達の地位を求めた商人たちが血で血を洗う争いを繰り広げていた時代、徳川幕府7代将軍徳川家継の命で結成された組合。発足は1716年。以来現代まで存続し続けており、その規模は裏格闘技界でも最大となっている。拳願会各企業の社員が出向して運営している。
利害が対立した場合に「闘技者」と呼ばれる腕自慢同士が「拳願仕合」を行い、勝負の結果を絶対化、それ以外の争いを一切禁止したものである。基本的に一対一の戦い、武器の使用は禁止で、それ以外に反則は無い。暗殺者のような裏稼業の人間だけでなく、表格闘技界の著名人も多く参加している。
『ケンガンアシュラ』時点では大日本銀行総帥の片原滅堂が会長。大半の企業は常駐闘技者は1〜2名。一概には言えないが、企業獲得資産が高額であるほど企業にとって重要な仕合を任されているということになり、闘技者の力量の目安の一つとなる。
417社が加盟しており、会員になるには「富と社会的地位」と「拳願会の承認」が必要だが、挑戦料1億円で会員権を賭けた非公式な仕合が行われている。拳願仕合での成績順に「企業序列」が決められる。企業の集合体であるという関係から、企業同士で派閥を結成しており、次の覇権を狙う戦国時代に例えられるほどに深刻な派閥の対立を抱えているため、会長は責任問題を追及される事態は極力避けなければならない。
拳願絶命トーナメントで優勝した鷹風の推薦で、乃木グループ会長の乃木英樹が新会長に就任。『ケンガンオメガ』の時点で闘技者の死亡事故ゼロを目標に掲げる乃木の改革により、「闘技者を死なせた企業には、最長1年間の拳願仕合禁止」という新ルールが追加され、これにより企業側は闘技者に無理な連戦を強いることが難しくなった。ルールに対応するためにフリー闘技者を派遣する部門として「山下商事」が設立され、稀に企業所属の闘技者が他企業の仕合にスポット参戦するようにもなった。雇いたい闘技者がいる場合は一旦山下商事に登録しなければならず、企業が新たに闘技者を直接雇用することは禁止となった。また政策の一つとして、登録の際に「基準に達していない」者を弾く目的で闘技者との立ち合いを行う「採用試験」が導入された。
絶命トーナメントから2年の間に「煉獄」と「毘沙門」の統合によって裏格闘技界最大規模の座を譲ったが、それでも全団体でレベルが一番高いとされている。一方で、先代会長の滅堂の威光が薄れたことで求心力を失いつつある。
拳願絶命トーナメント
拳願会会長の座を賭けて行われるトーナメント。明治期より大規模な拳願仕合の開催地となっていた無人島で、現在は片原滅堂のプライベートビーチとなっている「願流島」が開催地となる。安易な参加を防ぐため参加費は高額になっているが、参加自体がステータスとされるため仕合の勝敗にかかわらず新たに契約が決まることもあり出資分を取り返すことも不可能ではない。
今大会は「拳願会会長の指名権」を賭けるという特殊なルールの下で行われる。予選を免除された企業序列上位28社およびバトルロワイヤル方式の予選を潜り抜けた5社の計33社で行われる予定だったが、ペルシイ石油闘技者が開催前に脱落したことで32社で行われる。1回戦、2回戦、準決勝・決勝をそれぞれ1日ずつかけて行い、中日として1日のインターバルが設けられている。これは名目上では闘技者の休息のためということになっているが、企業同士の裏工作を自由に行わせる目的もある。さらに2回戦以降は本人の合意さえあれば1度だけ自由に闘技者の変更が可能となる（他企業の闘技者の引き抜きもあり）。
大会に出場した32名の闘技者は、2年を経た『ケンガンオメガ』ではレジェンドと呼ばれている。

煉獄
日本の裏格闘界で拳願仕合に次ぐ第2位の規模（「ケンガンアシュラ」時点）を誇る団体。代表は豊田出光。『ケンガンオメガ』の15年前に発足、他の裏格闘技団体と一線を画するエンターテイメントを全面に押し出した路線が爆発的な支持を得た。参加選手は「闘士」と呼ばれる。会場は人里離れた山中に建てられた5万人は収容できる闘技場。豊田のワンマン組織なので、拳願会と違って派閥は存在しない。東アジア裏格闘技界とのパイプを持っている。
他の裏格闘技と一線を画する独自のルールとして、「ノックダウン（審判の宣言から10カウント以内に立ち上がらなければ決着）」「場外（リングの外に体の一部が着いた時点で敗北）」「不殺（試合中に相手を死に至らしめた闘士は反則負けになり、ファイトマネーを没収）」の3つが存在する。一見すればスポーツのようだが、この3つ以外は何でもアリな時点で表格闘技より過激である。この「過激性と競技性」のバランス調整に成功したことが一大勢力を築けた最大の理由であり、「ある程度の」生命の安全と表格闘技トップと同等かそれ以上のファイトマネー（A級闘士、一部のB級闘士のみ）が保証されていることで、優秀な選手が集まり観客の支持を得られた。拳願仕合よりレフェリーの仕事が多く、ダウン制があるので試合中のストップも度々起きる。
「ケンガンアシュラ」から『ケンガンオメガ』までの間に「毘沙門」と統合したことで登録選手数では拳願仕合を超え、日本最大の裏格闘技団体に成長する。『ケンガンオメガ』時点で所属する闘士は2000人に達し、上位30人までを「A級」、続く300名を「B級」、残る全員を「C級」の3階級で格付けしている。
毘沙門
日本の裏格闘界で第3位の規模を誇る団体。根津が絶対王者として君臨していた。『ケンガンオメガ』より前に「煉獄」と統合して消滅した。
英雄故事
中国・北京で行われる裏格闘技団体。階級制を採用しているのが特徴。
運営にはチャイニーズマフィアが関わっており、ミドル級チャンピオンの隼と無差別級チャンピオンのムドーを同時に引き抜いた煉獄としばらく揉めることになった。
団体対抗戦
拳願会と煉獄で行われることになった裏格闘技団体間の対抗戦。勝利した団体が敗北した団体を吸収し合併することが決まっている。
5月当初は1年後に13名の代表選手を戦わせるという取り決めだったが、豊田が1か月後に50名での開催へ変更要求したため、協議の末に半年後の11月に13名で行われることに決定した。その後、開催直前になって拳願会から延期の要求が出され、煉獄側も主力の弓ヶ浜が負傷していたためこれを受諾したことで、さらに1ヵ月遅らせて12月の開催になる。
会場は神殺山の火口に築かれた10万人を収容可能な「神殺ドーム」。試合ルールは煉獄側に準拠し、先攻チームが選手を決定したのを受けて後攻チームが選手を決め、先攻後攻は3試合ごとに入れ替わるというスペシャルルールが付け足されている。選手1人につき出場できるのは1試合だけ。また、第4試合はリング上の「時間」と共に狭まる光の範囲でしか戦えないという、制限時間5分間のスペシャルマッチとなり、全身が範囲外に押し出されたら敗北、5分以内に決着しなければ無効試合となる。基本的に全ルールが煉獄側の闘士に有利に働くように設定されている。
超日本プロレス
蔵地、関林、春男、ホセらが所属するプロレス団体。毎年ドーム大会を行なっている有名団体で、スーパー日本プロレスなどの他団体のリーグ戦にも参加する。非科学的とも思えるスパルタトレーニングが伝統。インディーズ団体なので、経費節約で大会のリング設営なども基本的に自分たちで行う。毎年、約1か月かけて日本中でデスマッチ部門とストロングスタイル部門のリーグ戦を行う「全国巡業」を興行している。
二虎流
王馬が使用する謎の武術。その正体は臥王鵡角が考案した新たな武術で、古流柔術「臥王流」を源流とし、その中で現代においては不要な様式を切り捨てて新たな技術を加え、怪腕流の下地が技術の編纂に協力したことで生まれた武術である。
世間では十鬼蛇二虎が創設し、1代で途絶えたとされている。自他の身体などの力の操作を行う「操流ノ型」、歩法・走法が中心の「火天ノ型」、肉体硬化による防御と打撃技に特化した「金剛ノ型」、肉体軟化と関節技や極め技に特化した「水天ノ型」という大きく4つの系統と、番外扱いの「無ノ型」に分かれ、さらに4系統の技には「極（キワミ）」という単に強力なだけでなくどのような状況でも最後まで使える奥の手がある。2つの系統を複合した技も存在するほか、4系統を極めて初めて習得可能になる「奥義」も存在する。
王馬に伝えられた物は二虎が下地の後継者である黒木の協力で完成させた物だが、元々鵡角が複数の「十鬼蛇二虎」に授けた武術なので、王馬が使うのとは異なる二虎流も存在する。実際、桐生や加納は「本物の二虎」を名乗る人物から別口で二虎流を学んでいる。
山下商事
拳願絶命トーナメント参加権を獲得するために急遽設立された企業。そのため、業種も社名も乃木が適当に決めたものとなっている。創業から短期間で拳願会の中枢に食い込んだことから他の拳願会員や各国の首脳部に注目されているが、所属している当人たちにその自覚はない。企業序列ランク外。
トーナメント終了後は正式に「株式会社 山下商事」として起業。起業から2年後も社員は3名で表向きは単なる人材派遣会社だが、実情は「闘技者を死なせた企業を罰する」新ルールに対応するための「闘技者の紹介窓口」として設立された、単発〜短期契約が可能な闘技者を派遣する部門。ルール改正にて企業が新しい闘技者を雇用したい場合は、山下商事に登録しているフリー闘技者から必ず雇わなければならなくなっている。そのため企業が新たに拳願会に登録されていない闘技者を雇用する際には、山下商事で闘技者を一度登録してから、山下商事を通して雇用する必要がある。
呉氏（ウーし）
中国大陸裏社会の中心にいる暗殺一族。5000年もの歴史を持ち、呉黒という「最初の呉」から始まった。家系に連なる者は皆、白目が黒く染まった特徴的な眼を持つ。およそ1300年前に、中国に留まった「呉氏」の宗家、日本へと流れた「呉一族」、西洋へと進出した「征西派」の3つに分かれた。
呉一族（くれいちぞく）
「禁忌の末裔」の通称で恐れられる、金次第でどの勢力にも与する暗殺者の一族。長は呉恵利央。
呉氏から分かれた大陸の渡来人がルーツであるとされ、古来よりその時代において最新の日本武術を取り入れており、また同時に高名な武芸者と子を成すなどして身体そのものの品種改良を行ってきた。その結果1300年の時を経て「戦いに特化した新人類」と呼べるレベルにまで進化し、あらゆる身体機能が生まれながらに人間を超越している。肉体そのものの頑丈さと脳内麻薬により痛みやダメージへの耐性も高い。一族に伝わる技は活殺自在とされ、武術だけでなく鍼などの療術も秘伝としている。
宗家以外の多くは「呉の里」と呼ばれる京都府の地方都市を拠点としており、区画の住民の1割が呉一族とその関係者。暗殺者ではあるものの、依頼を遂行する以外では気のいい人間達であり、地域を差配する一族として住民からも親しまれている。
昔から何人もの人間が拳願会員に雇用され闘技者として拳願仕合にも参加している。裏でも名の通った一族だけのことはあり、これまでの敗北したのは一族全体でみてもわずかに4仕合のみ。契約を重視し、一度雇用関係が結ばれれば基本的には裏切らないが、一族の面子を潰された場合のみ、例外的に契約を保護にしてでも落とし前をつけようとする。
モデルはグレイシー一族。
征西派
呉氏のうち、1300年前に西洋へと進出した一派。寒冷な地方に移ったことでベルクマンの法則に従って大柄に進化を遂げており、男性の平均身長は190センチメートルを超える。現在はエドワード・呉が首魁であり、蟲とも繋がりを持つ。
外し / 鬼魂（グイフン）
呉氏に伝わる秘伝の一つ。肉体の崩壊を抑えるためにかかっている脳のリミッターを解除して潜在能力を解放し、いわゆる「火事場の馬鹿力」を発揮することによりパワーとスピードは爆発的に上昇させる技。呉一族は「外し」、宗家と征西派は「鬼魂」と呼ぶ。
潜在能力の「解放率」は個人の資質に依存しており、50%を超える者は少なく100%解放できる者となると一族の歴史を見てもごくわずかしか存在していない。使用時は筋肉が異様にパンプして血管が浮き上がり、開放率50%未満の者でも素手で戦車の装甲並みの硬度があるシャッターを破壊できる。
何代にも渡る「品種改良」で肉体そのものの強度を高めてきた呉一族だからこそ使える特殊な技術なので、例外はあるものの基本的に一族ではない者が真似ることは難しい。また、肉体の耐久力自体は変わらないため、敵の攻撃を過剰に受け続けるとその蓄積ダメージにより維持できる時間が短縮されてしまうという弱点がある。
秘伝であるため当主の許可なく人前で使用することは禁じられている。
回生（フイシュン）
宗家にのみ伝えられてきた秘伝中の秘伝。日本語で「生き返り」を意味し、不死を追求した結果生まれた「擬似的な転生」の技術であり、繋ぎ手と呼ばれる「受け」に語り部の魂（人格）を宿す洗脳の秘術。できるだけ幼く、語り部と近い血縁関係にある繋ぎ手に対し、語り部が自身の半生にあった新旧大小あらゆる出来事を、語り部が死ぬまで数年〜数十年かけて繰り返し吹き込むことで実現する。
一族が3つに分かれる過程で宗家と呉一族は術を封印し、今なお引き継いでいるのは征西派のみ。

蟲（むし）
古代中国に存在した秘密結社。ムカデのような虫の紋章をタトゥーとして体のどこかに入れており、特に「頭領」直属兵は白いタトゥーを入れている。「争いあるところに蟲あり」と言われ、何千年もの間、戦・政の陰で暗躍し続けた。その実態は未だ多くの謎があり、あらゆる場所に潜り込んでいるとされる。何度も拳願会に侵攻し、その度に歴代の会長と闘技者が一体となって退けてきた。
頭領を頂点とし、その下には直属兵と幹部が置かれ、幹部の下は上級兵、中級兵、下級兵と階級が降っていく。下級構成員には戦闘員タイプと工作員タイプがいる。下級構成員は整形手術で他人に顔を変えて背乗りすることもあり、本物とスペックが近い「素体」をベースに、よほど近しい人物でなければ見分けがつかないほど外見を作り上げられている。一方で上級構成員は殆どの場合で戸籍と同一人物の本物が潜入工作を行い、本物であるが故に見抜くのが極めて難しい。情報漏洩防止のため、誰が潜入者か、お互いに知らされていない。なお、「もう1人の十鬼蛇二虎」とその弟子からなる「二虎一派」は外様とされている。呉氏の「征西派」とは協力関係。
30年以上前には医大生時代の坂東が研究していた「精神転送」、10年ほど前からはアンダーマウント社の電脳化研究など、神経科学の分野の研究をしている科学者・企業に対して資金提供を行っている。情報収集能力は非常に高い。さらに、拳願会や煉獄の内部に潜り込んでおり、『ケンガンアシュラ』では東洋電力に技術提供をすると共に守護者上位陣に加わっており、『ケンガンオメガ』では複数の「なりすまし」が拳願会内部で工作を行っている。また、「虎の器」を求めている描写がある。
不法占拠地区
1868年前後、東京近郊に形成された不法集落。東京23区の形成前に出現した非公式の第0区とでもいうべき場所で、20世紀には日本政府も事実上放棄している。国の情報操作により広範囲に有毒ガスが発生しているため住民はごく少数ということになっているが、実際は48.77㎢という江東区に匹敵する規模の土地に違法増築による巨大な要塞都市が形成され、10万から20万の人間が生活している。法律は存在しないため治安は最悪で様々な犯罪行為が蔓延っており、暴力ですべてを奪い合うためヤクザ者ですら中に入ることを躊躇する。海外のマフィアやヤクザ、失脚した軍人やテロリストに指名手配犯、不法難民など「アウトローの楽園」となっており、日本のみならず世界中の裏の人間もやってきている。そのため「中」で生まれる人間も多い上に、人種や言語も混ざり合ってしまいそのグループ間でしか通じないクレオール言語も存在している。出身者からは、単に「中」とだけ呼ばれる。内部には「一龍」「二虎（にこ）」「狼弎（ろうざ）」「四亀（しき）」「五熊（ごゆう）」「六蟲（りくこ）」「七王馬（しちおうば）」「八鷹」「九蜘（ぐち）」「十鬼蛇（ときた）」などの地名がある。また、「中」においても馴染めない面々が居住する広大な地下街も存在しており、その規模は「中」全域に広がり数千人が暮らしているほど。地上住人の通路となっている二層と地上と地下の交易場となっている三層、地上から行く物好きが殆どいないため実態が知られていない四層があるものの、もっと下の層があるという噂も存在している。 その正体は蟲によって作られた巨大な蟲毒房であり、幕末の混乱に乗じて幕府軍の残党や社会のつまはじき者を集めて互いに殺し合うように誘導した実験場。当初の目的に関しては失敗したものの、治安を乱すという点に関しては一役買っている。

## 書誌情報
特記のない限り、原作者はサンドロビッチ・ヤバ子、作画担当はだろめおん、発行元は小学館（レーベル：裏少年サンデーコミックス）。
- 『ケンガンアシュラ』 全27巻
  1. 2012年12月18日発売[68]、ISBN 978-4-09-124110-8
  2. 2013年1月18日発売[69]、ISBN 978-4-09-124237-2
  3. 2013年4月18日発売[70]、ISBN 978-4-09-124332-4
  4. 2013年5月17日発売[71]、ISBN 978-4-09-124334-8
  5. 2013年9月18日発売[72]、ISBN 978-4-09-124417-8
  6. 2013年10月18日発売[73]、ISBN 978-4-09-124531-1
  7. 2014年2月18日発売[74]、ISBN 978-4-09-124600-4
  8. 2014年5月16日発売[75]、ISBN 978-4-09-124691-2
  9. 2014年8月18日発売[76]、ISBN 978-4-09-125234-0
  10. 2014年10月17日発売[77]、ISBN 978-4-09-125478-8
  11. 2015年1月9日発売[78]、ISBN 978-4-09-125709-3
  12. 2015年4月10日発売[79]、ISBN 978-4-09-126056-7
  13. 2015年6月12日発売[80]、ISBN 978-4-09-126184-7
  14. 2015年10月9日発売[81]、ISBN 978-4-09-126588-3
  15. 2016年3月11日発売[82]、ISBN 978-4-09-127082-5
  16. 2016年6月10日発売[83]、ISBN 978-4-09-127300-0
  17. 2016年9月9日発売[84]、ISBN 978-4-09-127434-2
  18. 2016年12月19日発売[85]、ISBN 978-4-09-127465-6
  19. 2017年2月10日発売[86]、ISBN 978-4-09-127519-6
  20. 2017年6月12日発売[87]、ISBN 978-4-09-127633-9
  21. 2017年8月18日発売[88]、ISBN 978-4-09-127757-2
  22. 2017年10月19日発売[89]、ISBN 978-4-09-128007-7
  23. 2017年12月12日発売[90]、ISBN 978-4-09-128041-1
  24. 2018年4月12日発売[91]、ISBN 978-4-09-128267-5
  25. 2018年7月12日発売[92]、ISBN 978-4-09-128440-2
  26. 2018年10月19日発売[93]、ISBN 978-4-09-128700-7
  27. 2019年2月19日発売[94]、ISBN 978-4-09-128839-4
- 『ケンガンアシュラ0』 2016年1月12日発売[95]、ISBN 978-4-09-127010-8
  - 「ドラマCD付き特別版」2016年1月8日発売[96]、ISBN 978-4-09-941866-3
- 『ケンガンオメガ』 既刊29巻（2025年5月12日現在）
  1. 2019年2月19日発売[97]、ISBN 978-4-09-128848-6
  2. 2019年7月19日発売[98]、ISBN 978-4-09-129290-2
  3. 2019年12月19日発売[99]、ISBN 978-4-09-129475-3
  4. 2020年1月17日発売[100]、ISBN 978-4-09-129506-4
  5. 2020年4月10日発売[101]、ISBN 978-4-09-850093-2
  6. 2020年7月10日発売[102]、ISBN 978-4-09-850195-3
  7. 2020年11月12日発売[103]、ISBN 978-4-09-850327-8
  8. 2021年3月12日発売[104]、ISBN 978-4-09-850477-0
  9. 2021年6月10日発売[105]、ISBN 978-4-09-850592-0
  10. 2021年9月16日発売[106]、ISBN 978-4-09-850701-6
  11. 2021年12月10日発売[107]、ISBN 978-4-09-850829-7
  12. 2022年3月10日発売[108]、ISBN 978-4-09-851024-5
  13. 2022年6月10日発売[109]、ISBN 978-4-09-851158-7
  14. 2022年9月12日発売[110]、ISBN 978-4-09-851276-8
  15. 2023年1月12日発売[111]、ISBN 978-4-09-851538-7
  16. 2023年4月12日発売[112]、ISBN 978-4-09-851538-7
  17. 2023年7月19日発売[113]、ISBN 978-4-09-852553-9
  18. 2023年9月19日発売[114]、ISBN 978-4-09-852831-8
  19. 2023年10月19日発売[115]、ISBN 978-4-09-852874-5
  20. 2024年1月12日発売[116]、ISBN 978-4-09-853087-8
  21. 2024年3月29日発売[117]、ISBN 978-4-09-853172-1
  22. 2024年6月6日発売[118]、ISBN 978-4-09-853404-3
  23. 2024年8月19日発売[119]、ISBN 978-4-09-853527-9
  24. 2024年9月19日発売[120]、ISBN 978-4-09-853603-0
  25. 2024年10月10日発売[121]、ISBN 978-4-09-853643-6
  26. 2024年11月12日発売[122]、ISBN 978-4-09-853695-5
  27. 2024年12月12日発売[123]、ISBN 978-4-09-853747-1
  28. 2025年2月12日発売[124]、ISBN 978-4-09-853859-1
  29. 2025年5月12日発売[125]、ISBN 978-4-09-854070-9

## Webアニメ
Netflixが全世界独占配信を行う。ナレーションは立木文彦。
Season1はPart1が2019年7月に、Part2が同年10月より配信された。2020年1月からはTOKYO MX、毎日放送、テレビ愛知、TVQ九州放送、BS日テレにてテレビ放送が行われる。
Season2・Part1は2023年9月から配信開始された。Season2・Part2は2024年8月に配信開始された。

### 製作
監督を務める岸誠二曰く「かっこいい、リアルな格闘技をやる」という目的から、3DCGアニメーションで制作される。バトルシーンは厳密にはモーションキャプチャではないが、ヒデ三好をはじめとした幅広いジャンルの格闘家や格闘技経験者をモーションアクターとして招き作中の組手を再現、その様子を撮影した映像を元にしてキャラクターの動きを作るという手法が採られている。再現映像は制作会社LARX ENTERTAINMENTの親会社であるスタジオ雲雀内にマットを敷いた上で撮影され、岸のほか、原作担当編集の小林翔もモーションアクターとして組手を行っている。なお、小林は十鬼蛇王馬のメインモーションアクターも務める。

### スタッフ
- 原作 - サンドロビッチ・ヤバ子、だろめおん[133]
- 原作協力・バトル監修 - 小林翔
- 監督 - 岸誠二[133]
- シリーズ構成 - 上江洲誠[133]
- キャラクターデザイン・作画監督 - 森田和明[133]
- 特殊作画・アクション監修 - 松本剛彦、別役裕之（7話）
- CG監督 - 福島涼太、西入俊雄
- 美術監督 - 阿久澤奈緒子
- 色彩設計 - 加口大朗
- 撮影監督 - 越山麻彦
- 編集 - 坂本雅紀
- 音響監督 - 飯田里樹
- 音楽 - 高梨康治[133]
- 音楽プロデューサー - 伊藤裕史
- プロデューサー - 石黒達也、木下哲哉、佐々木礼子、前田俊博、岩野貢、今瀬千早
- アニメーションプロデューサー - 比嘉勇二
- 制作 - NAS
- アニメーション制作 - LARX ENTERTAINMENT[133]
- 製作 - 拳願会（NAS、ポニーキャニオン、小学館、毎日放送、MAGNET、KLab）

### 使用曲

#### 主題歌

##### 第1期
「KING & ASHLEY」
MY FIRST STORYによるNetflix版およびテレビ放送版12話までのオープニングテーマ。作詞はHiro、作曲はNob.Sho。
「Born This Way （feat.YZERR & Vingo & Bark）」
BAD HOPによるNetflix版およびテレビ放送版12話までのエンディングテーマ。作詞はYZERR、Vingo、Bark、作曲はJacob Lethal Beats。
「哀紫電一閃」
オメでたい頭でなによりによるテレビ放送版13話以降のオープニングテーマ。
「ASHURA」
TAEYOによるテレビ放送版13話以降のエンディングテーマ。

##### 第2期
「RED」
SiMによるオープニングテーマ。作詞はMAH、作曲・編曲はSiM。
「Shambles」
BAND-MAIDによるエンディングテーマ。作詞はMIKU KOBATO、作曲・編曲はBAND-MAID。

#### 闘技者テーマ曲
今井コスモのテーマ「Falling down」（8話）
アーティスト・作詞・作曲 - Sho from MY FIRST STORY
アダム・ダッドリーのテーマ 「Make Me Crazy」（8話）
アーティスト - Undead Corporation / 作詞 - 朱美 / 作曲・編曲 - 社長
河野春男のテーマ「Behavior observation」（9話）
アーティスト・作曲・編曲 - 高山淳
阿古谷清秋のテーマ「万華鏡」（9話）
アーティスト・編曲 - RagDöllz / 作詞 - Yuika、Remi/作曲 - Remi
呉雷庵のテーマ「in your face」（10話）
アーティスト・作曲 - PABLO
茂吉・ロビンソンのテーマ「FUTURE DESTINATION」（10話）
アーティスト・作曲・編曲 - KellySIMONZ
十鬼蛇王馬のテーマ「The Animal Fighter」（11話）
アーティスト・作曲・編曲 - 藤澤健至 / 作詞 -Ray
因幡良のテーマ「Black Phantom」（11話）
アーティスト・作曲・編曲 - 片山修志
沢田慶三郎のテーマ「BATTLE OF GUILD」（12話）
アーティスト・編曲 - FROZEN CAKE BAR / 作詞・作曲 - SSBMV
ユリウス・ラインホルトのテーマ「Future」（12話）
アーティスト・作詞・編曲 - SIRENT SCREEM / 作曲 - Tatsu Mikami
ムテバ・ギゼンガのテーマ「Axis of Hate」（12話）
アーティスト - DEVIL WITHIN / 作詞 - Micu / 作曲・編曲 - KENSUKE
目黒正樹のテーマ「冥土への祈り」（12話）
アーティスト - マグダラ呪念 / 作詞・作曲 - コタ魔魔子
鬼王山尊のテーマ「電撃雷轟」（13話）
アーティスト・編曲 - 刃-yaiba- / 作曲 - 藤澤健至
関林ジュンのテーマ「Dark  Angel」（13話）
アーティスト・作曲・編曲 - Funta7
鎧塚サーパインのテーマ「Verum cur non audimus」（4話.15話）
アーティスト・編曲 - Regnum Caelorum Et Gehenna / 作詞 - Albert / 作曲 - swe
賀露吉成のテーマ「鬼神」（15話）
アーティスト - KIJI（狂奏カルマ） / 作曲 - KIJI / 編曲 - 瀧田イサム
根津マサミのテーマ「it’s all over」（16話）
アーティスト・作曲・編曲 - NEPHILIM / 作詞-BB
御雷零のテーマ「MEGABULLETS」（4話.16話）
アーティスト- FATE GEAR / 作詞・作曲・編曲 - Mina隊長
二階堂蓮のテーマ「Standing On The Grave of  Yesterday」（16話）
アーティスト-Silex/作詞 - Pete Klassen / 作曲・編曲 - Masha
桐生刹那のテーマ「Beautiful  Beast」（5話.16話）
アーティスト・作曲・編曲 - 高梨康治 / 作詞 - REMI
理人のテーマ「爆攻ハリケーン」（17話）
アーティスト・作詞・作曲・編曲 - 爆弾幸気圧
黒木玄斎のテーマ「KNOCK ME DOWN」（5話.17話）
アーティスト・編曲 - KATAMALI / 作詞・作曲 - 満園庄太郎
初見泉のテーマ「Last Dragon」（7.17話）
アーティスト・編曲 - Galactica Phantom / 作詞 - Ray / 作曲 - Takeshi Inoue
千葉貴之のテーマ「The Moment」（17話）
アーティスト - BRIDEAR / 作詞 - HARU / 作曲 - KIMI / 編曲 - VAMATO
英はじめのテーマ「The　Opera House  of  Illusions」（18話）
アーティスト - エミルの愛した月夜に第Ⅲ幻想曲を / 作詞・作曲・編曲 - サラ
坂東洋平のテーマ「Here  it Comes~OGRE」（7.18話）
アーティスト・作曲 - K-A-Z
金田末吉のテーマ「Cyber Moon」（19話）
アーティスト・作曲・編曲 - Rie a.k.a. Suzaku
ガオラン・ウォンサワットのテーマ「業」（19話）
アーティスト - 天照 / 作詞・作曲 - 大祀
大久保直也のテーマ「The Fall」（20話）
アーティスト - ALICE IN HELL / 作詞・作曲 - 浜手大典
加納アギトのテーマ「The Emperor feat. らっぷびと,濱健人」（20話）
アーティスト・編曲 - ZiNG / 作詞 - Nob・ANCHOR（ZiNG） / 作曲 - らっぷびと・ANCHOR（ZiNG）

### 各話リスト
| 話数       | サブタイトル | 脚本     | 絵コンテ              | 演出                       | CGディレクター      |         |         |         |         |         |         |         |         |         |         |         |         |         |         |         |         |         |         |         |
| パート1    | パート1      | パート1  | パート1               | パート1                    | パート1             | パート1 | パート1 | パート1 | パート1 | パート1 | パート1 | パート1 | パート1 | パート1 | パート1 | パート1 | パート1 | パート1 | パート1 | パート1 | パート1 | パート1 | パート1 | パート1 |
| ---------- | ------------ | -------- | --------------------- | -------------------------- | ------------------- | ------- | ------- | ------- | ------- | ------- | ------- | ------- | ------- | ------- | ------- | ------- | ------- | ------- | ------- | ------- | ------- | ------- | ------- | ------- |
| episode 1  | 拳願         | 上江洲誠 | 別役裕之 平井義通     | 平井義通                   | 福島涼太 西入俊雄   |         |         |         |         |         |         |         |         |         |         |         |         |         |         |         |         |         |         |         |
| episode 2  | 超人         | 雑破業   | 平井義通              | 平井義通                   | 福島涼太            |         |         |         |         |         |         |         |         |         |         |         |         |         |         |         |         |         |         |         |
| episode 3  | 強者         | 上江洲誠 | 松本剛彦 福岡大生     | 別役裕之 野亦則行 間島崇寛 | 福島涼太 志賀健太郎 |         |         |         |         |         |         |         |         |         |         |         |         |         |         |         |         |         |         |         |
| episode 4  | 再会         | 雑破業   | 齋藤徳明              | 平井義通                   | 福島涼太 北田伸     |         |         |         |         |         |         |         |         |         |         |         |         |         |         |         |         |         |         |         |
| episode 5  | 乱戦         | 上江洲誠 | 野口征恒 岸誠二       | きむらしんいちろう         | 福島涼太 西入俊雄   |         |         |         |         |         |         |         |         |         |         |         |         |         |         |         |         |         |         |         |
| episode 6  | 暗躍         | 上江洲誠 | 東海林真一 松本剛彦   | 間島崇寛                   | 福島涼太 居嶋健太郎 |         |         |         |         |         |         |         |         |         |         |         |         |         |         |         |         |         |         |         |
| episode 7  | 前夜         | 上江洲誠 | 齋藤徳明              | きむらしんいちろう         | 福島涼太 柴山一生   |         |         |         |         |         |         |         |         |         |         |         |         |         |         |         |         |         |         |         |
| episode 8  | 開戦         | 雑破業   | 東海林真一            | 宇和野歩                   | 福島涼太 西入俊雄   |         |         |         |         |         |         |         |         |         |         |         |         |         |         |         |         |         |         |         |
| episode 9  | 正義         | 上江洲誠 | アベユーイチ          | 間島崇寛                   | 福島涼太            |         |         |         |         |         |         |         |         |         |         |         |         |         |         |         |         |         |         |         |
| episode 10 | 兄妹         | 雑破業   | 齋藤徳明              | 有冨興二                   | 福島涼太 柴山一生   |         |         |         |         |         |         |         |         |         |         |         |         |         |         |         |         |         |         |         |
| episode 11 | 修羅         | 雑破業   | 東海林真一 夕澄慶英！ | ソンヒョンデ               | 福島涼太 西入俊雄   |         |         |         |         |         |         |         |         |         |         |         |         |         |         |         |         |         |         |         |
| episode 12 | 父子         | 上江洲誠 | 外川慶                | 間島崇寛                   | 福島涼太            |         |         |         |         |         |         |         |         |         |         |         |         |         |         |         |         |         |         |         |
| パート2    |              |          |                       |                            |                     |         |         |         |         |         |         |         |         |         |         |         |         |         |         |         |         |         |         |         |
| episode 13 | 信念         | 上江洲誠 | 齋藤徳明              | 平井義通                   | 福島涼太 西入俊雄   |         |         |         |         |         |         |         |         |         |         |         |         |         |         |         |         |         |         |         |
| episode 14 | 師弟         | 上江洲誠 | 榎本明広              | 又野弘道                   | 福島涼太 西入俊雄   |         |         |         |         |         |         |         |         |         |         |         |         |         |         |         |         |         |         |         |
| episode 15 | 漁師         | 雑破業   | 齋藤徳明              | 間島崇寛                   | 福島涼太 西入俊雄   |         |         |         |         |         |         |         |         |         |         |         |         |         |         |         |         |         |         |         |
| episode 16 | 羅刹         | 雑破業   | 東海林真一            | 平井義通                   | 福島涼太 西入俊雄   |         |         |         |         |         |         |         |         |         |         |         |         |         |         |         |         |         |         |         |
| episode 17 | 魔槍         | 上江洲誠 | 齋藤徳明              | 平井義通                   | 福島涼太 西入俊雄   |         |         |         |         |         |         |         |         |         |         |         |         |         |         |         |         |         |         |         |
| episode 18 | 異常         | 雑破業   | 齋藤徳明              | 間島崇寛                   | 福島涼太            |         |         |         |         |         |         |         |         |         |         |         |         |         |         |         |         |         |         |         |
| episode 19 | 意地         | 上江洲誠 | 外川慶                | 長井勝見                   | 福島涼太            |         |         |         |         |         |         |         |         |         |         |         |         |         |         |         |         |         |         |         |
| episode 20 | 王者         | 雑破業   | 齋藤徳明              | 間島崇寛                   | 福島涼太            |         |         |         |         |         |         |         |         |         |         |         |         |         |         |         |         |         |         |         |
| episode 21 | 深淵         | 雑破業   | 夕澄慶英！            | 川西泰二                   | 福島涼太            |         |         |         |         |         |         |         |         |         |         |         |         |         |         |         |         |         |         |         |
| episode 22 | 死合         | 雑破業   | 夕澄慶英！            | 田中貴大                   | 福島涼太            |         |         |         |         |         |         |         |         |         |         |         |         |         |         |         |         |         |         |         |
| episode 23 | 魔人         | 上江洲誠 | 鈴木行                | 間島崇寛                   | 福島涼太 西入俊雄   |         |         |         |         |         |         |         |         |         |         |         |         |         |         |         |         |         |         |         |
| episode 24 | 親父         | 上江洲誠 | 夕澄慶英！ 鈴木行     | 岸誠二 田中貴大            | 福島涼太 西入俊雄   |         |         |         |         |         |         |         |         |         |         |         |         |         |         |         |         |         |         |         |

## 劇場アニメ
『刃牙』シリーズとのクロスオーバー作品となる『範馬刃牙VSケンガンアシュラ』が、2024年6月6日にNetflixにて公開された。